# Les Fastes des Gonzague
Les Fastes des Gonzague sont un cycle de peintures de Jacopo Robusti, dit Le Tintoret, auquel son atelier a contribué. L'ouvrage vise à la célébration dynastique des actes de la Maison de Gonzague et en particulier des exploits militaires réalisés entre le XVe et le XVIe siècle par divers membres de la famille. Il est conservé à l'Alte Pinakothek de Munich.

## Histoire

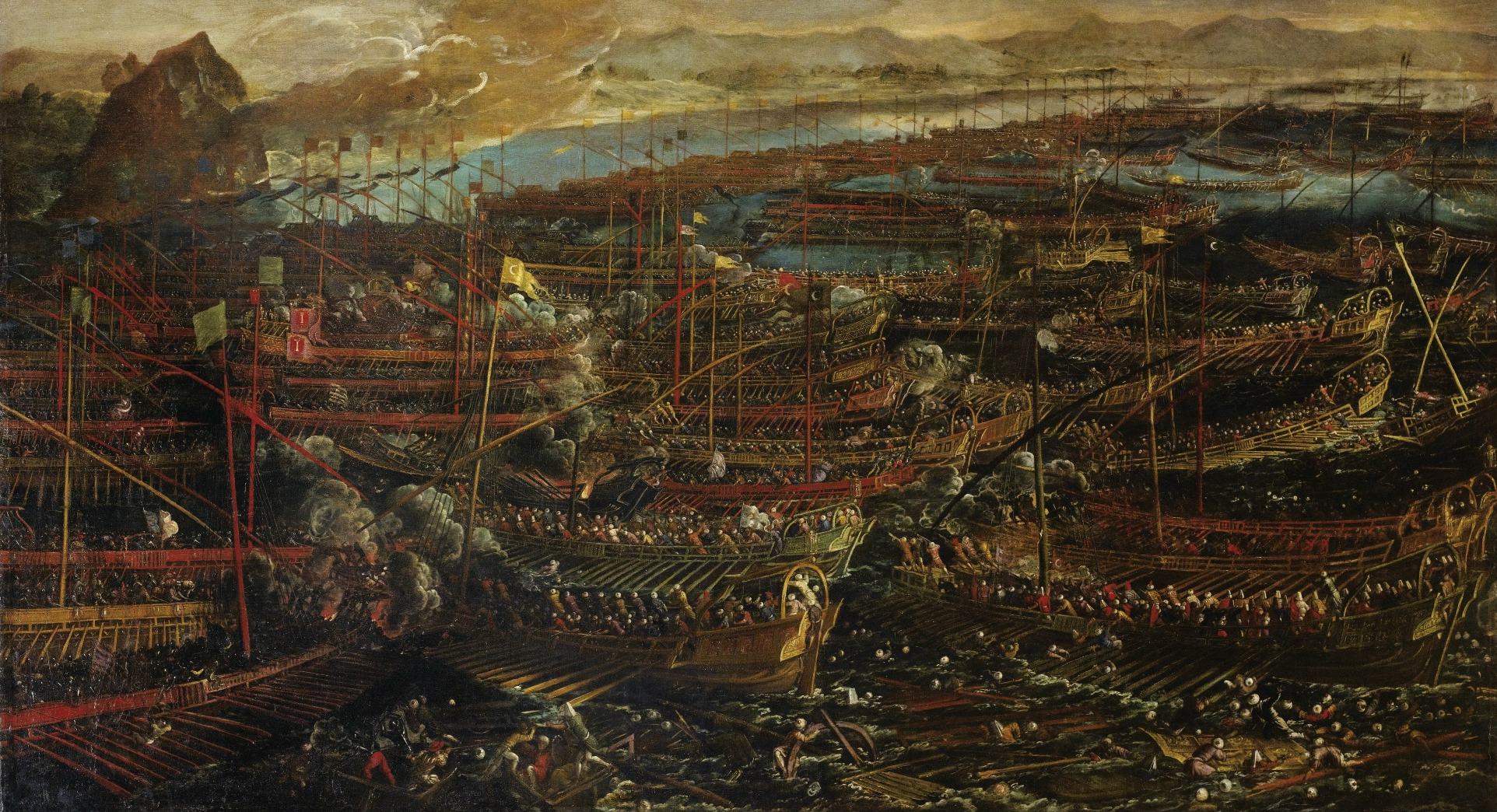
Le Tintoret, La Bataille de Lépante, 1571, collection particulière. Grande esquisse de l'œuvre perdue dans l'incendie du palais des Doges de Venise en 1577.

La série de peintures est commandée au Tintoret par Guillaume Gonzague, duc de Mantoue, pour la décoration de certaines des nouvelles salles que le duc lui-même a ajoutées au palais ducal de Mantoue. Les thèmes des cycles décoratifs retenus pour les quatre principales pièces de l'appartement destinées aux représentations officielles doivent glorifier la ville de Mantoue et surtout l'ascension et les succès militaires remportés par la famille des Gonzague pendant deux siècles de domination.
La commande au peintre vénitien comporte deux phases : quatre toiles sont d'abord commandées en 1578, pour une première salle de la nouvelle partie de la résidence ducale (Sala dei Marchesi, la Salle des Marquis), suivies d'une seconde commande conclue en 1579 de quatre grandes toiles, qui sont  placées dans une autre pièce du palais (Sala dei Duchi, la Salle des Ducs).
L'important message politique que les toiles doivent transmettre et la position exceptionnelle qui leur est dévolue dans le palais ducal, exige que le cycle soit réalisé par un artiste de grande renommée, expert de la peinture historique mettant en scène de multiples personnages. Le nom et l'œuvre du Tintoret sont bien connus à Mantoue, l'artiste ayant déjà été en relation  avec le cardinal Hercule Gonzague, et il est probable que le duc lui-même avait eu l'occasion d'admirer ses peintures lors de ses fréquents voyages à Venise.
On pense que le choix, suggéré par le comte Teodorro Sangiorgio, fidèle conseille du duc pour les questions artistiques, s'est aussi porté sur Le Tintoret car il s'était montré un habile peintre de batailles : en 1571, en particulier, le maître vénitien a réalisé une toile représentant la Bataille de Lépante pour le palais des Doges à Venise qui a été grandement admirée et il est probable que cette nouvelle soit parvenue à la cour de Mantoue, toujours attentive aux nouveautés vénitiennes.

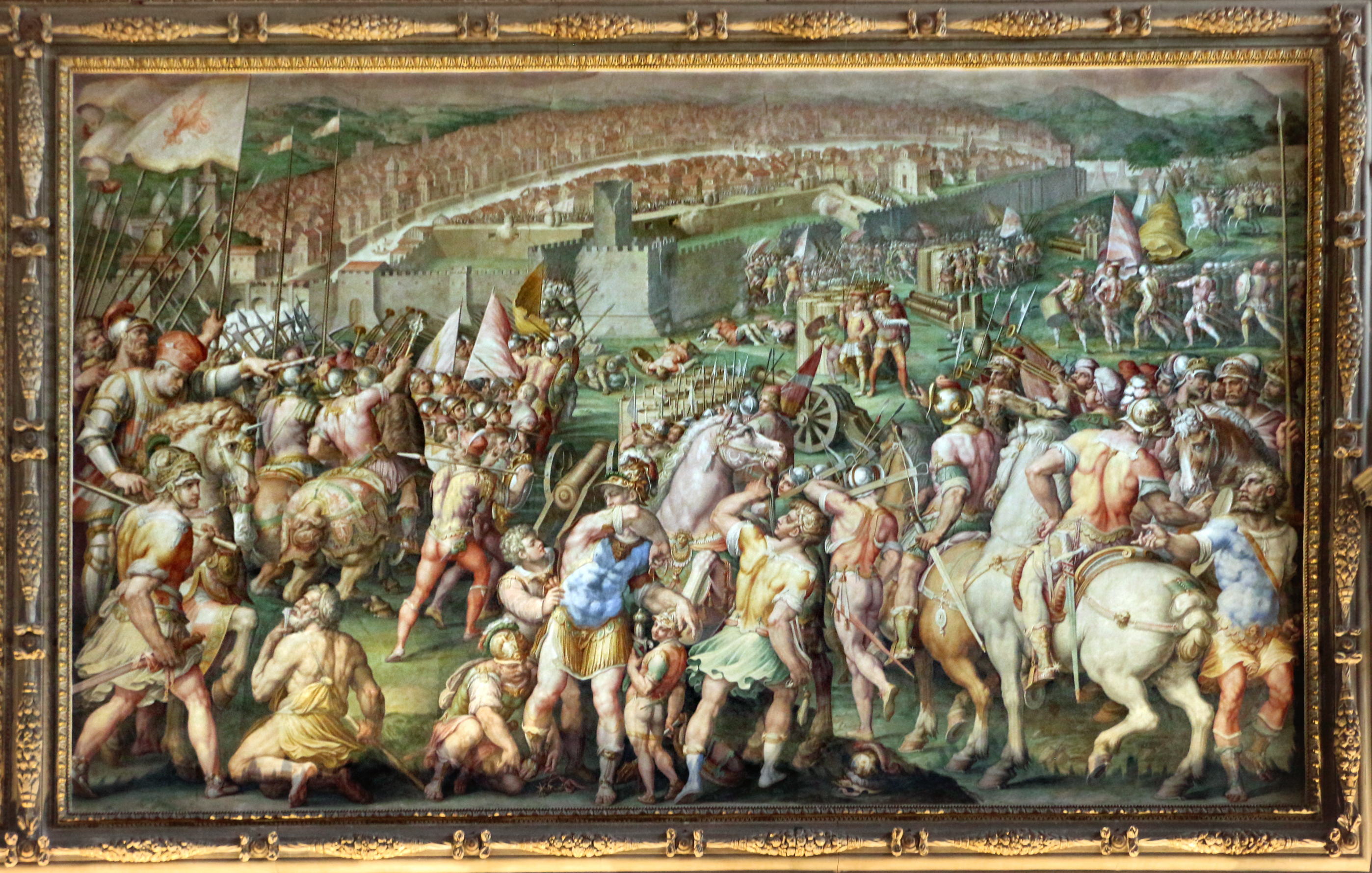
Giorgio Vasari et son atelier, Prise de la forteresse de Stampace à Pise, 1568-1571, Florence, Palazzo Vecchio.

Il est également très probable que la commande des Fastes ait été influencée par les entreprises décoratives de Giorgio Vasari à Florence, qui au Palazzo Vecchio a mis en scène les exploits de la Maison de Médicis, et de Taddeo Zuccari à Caprarola qui, dans le célèbre Villa Farnèse, a représenté les exploits de la Maison Farnèse. Les Gonzague ne veulent pas être en reste et décident eux aussi de doter leur demeure d'un vaste cycle pictural célébrant leur gloire familiale. De plus, le mariage entre le duc et Éléonore d'Autriche, fille de l'empereur Ferdinand Ier, célébré en 1561, a confirmé sans ambiguïté le prestige international qui est celui désormais de la Famille des Gonzague.
Les premiers témoignages de l'existence d'un plan de décoration des nouvelles pièces construites par Giovan Battista Bertani datent de 1574, mais les premières toiles réalisées par Le Tintoret pour la Salle des Marquis n'arrivèrent à Mantoue qu'au printemps 1579.
Le prix convenu pour l'indemnisation du Tintoret est relativement bon marché pour une entreprise de cette envergure (les huit toiles des Fastes sont en effet de taille considérable et sont encombrées de personnages) et la livraison a lieu dans un délai assez court, le cycle entier étant inauguré en 1580. Ces circonstances expliquent la participation importante de l'atelier du maître, dont son fils Domenico Tintoretto. Le Tintoret se limite essentiellement à la conception des compositions, laissant la majeure partie de l'exécution des peintures à ses assistants. Les tableaux ont apportés à Mantoue par Le Tintoret lui-même et ses assistants.
Guillaume ne souhaite pas qu'un des tableaux célèbre sa personne sous les traits d'un condottiere ou comme le dernier descendant d'une lignée glorieuse. Il est difficile de déterminer si ce choix est dicté par le profond respect qu'il nourrit envers ses prédécesseurs ou par l'inaptitude au métier des armes entrainée par sa condition physique, ou, plus simplement, par une profonde aversion envers les portraits due à son manque de prestance : il reste que très peu d'œuvres le représentant.
Les Fastes des Gonzague sont restés à Mantoue jusqu'au début du XVIIIe siècle, date à laquelle ils sont amenés à Venise par Charles III Ferdinand de Mantoue, dixième et dernier duc, lors de sa fuite de la capitale ducale. En 1708, les toiles sont achetées par l'électeur de Bavière Maximilien-Emmanuel de Bavière, prenant ainsi la direction de la capitale bavaroise pour finalement converger dans les collections de l'Alte Pinakothek.

## Description
Le programme iconographique est élaboré par Teodoro Sangiorgio, en accord avec le duc. Les lettres échangées entre le comte Teodoro Sangiorgio et Paolo Moro, ambassadeur des Gonzague à Venise, constituent une source d'importance fondamentale pour identifier le contenu des toiles individuelles du cycle. Dans ces lettres, Sangiorgio, au nom du duc Guillaume, donne au diplomate de Mantoue dans la Sérénissime des instructions précises sur le contenu des peintures que le Tintoret doit faire. De cette correspondance, il est également déduit qu'il incombe au client de Mantoue de livrer au peintre vénitien les portraits des marquis et des ducs à reproduire dans les peintures, ainsi que des reproductions des lieux dans lesquels planter les décors. Considérant que les toiles du Tintoret n'ont pas été réalisées à Mantoue mais dans l'atelier du peintre à Venise, les œuvres des collections Gonzague indiquées comme modèle de référence pour les portraits des membres de la famille représentés dans les Fastes n'étaient pas directement vu par le peintre qui utilisa des reproductions qui lui ont été envoyées. Dans plusieurs cas, un lien a été trouvé entre les effigies du Tintoret et certains petits portraits des Gonzague réalisés en copiant des œuvres des collections de la famille ducale, exécutés dans les années 1570, à la suite du mariage d'Anne-Catherine de Mantoue avec Ferdinand de Tyrol, transportées au château d'Ambras, à Innsbruck, résidence de l'archiduc.

### Salle des Marquis (Sala dei Marchesi)

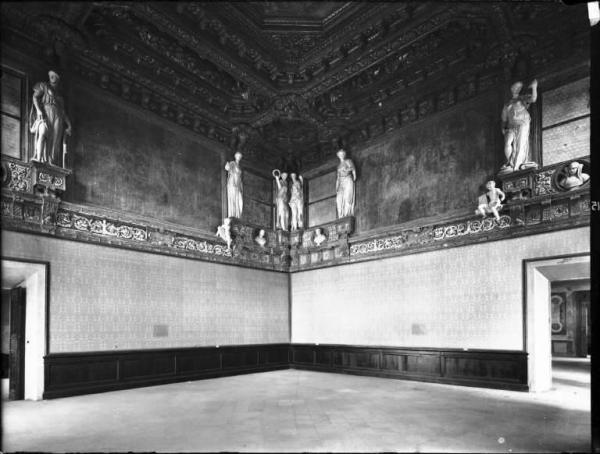
La Sala dei Marchesi qui conserve les espaces autrefois occupés par les peintures du Tintoret parmi les stucs de Francesco Segala.

La première partie des Fastes représentent des actions des quatre premiers marquis Gonzague, titre détenu par la famille Mantouane à partir de 1433, avant d'accéder à la dignité ducale en la personne de Frédéric II de Mantoue.
Cette première partie du cycle a été insérée dans la partie supérieure des murs de la salle, au-dessus d'une frise peinte de fresques représentant des volutes végétales. Les toiles sont entrecoupées d'un riche appareil décoratif, toujours en place, avec des sculptures en stuc, œuvres du Padouan Francesco Segala actif à Venise, constituées de portraits en bustes des marquis Gonzague et de leurs épouses respectives, d'angelots et de victoires ailées placées à chaque angle de la salle. Chaque toile était encadrée de deux figures allégoriques en stuc, plus grandes que nature.
Malgré les indications données par courrier, lors de la livraison des quatre premières toiles, le client demande au Tintoret des modifications aux attitudes et aux traits des principaux personnages dont la représentation ne l'ont pas entièrement satisfait, détectées par les investigations radiographiques menées à l'époque moderne sur les toiles.

#### Giovanni Francesco Gonzaga nommé marquis de Mantoue par l'empereur Sigismond

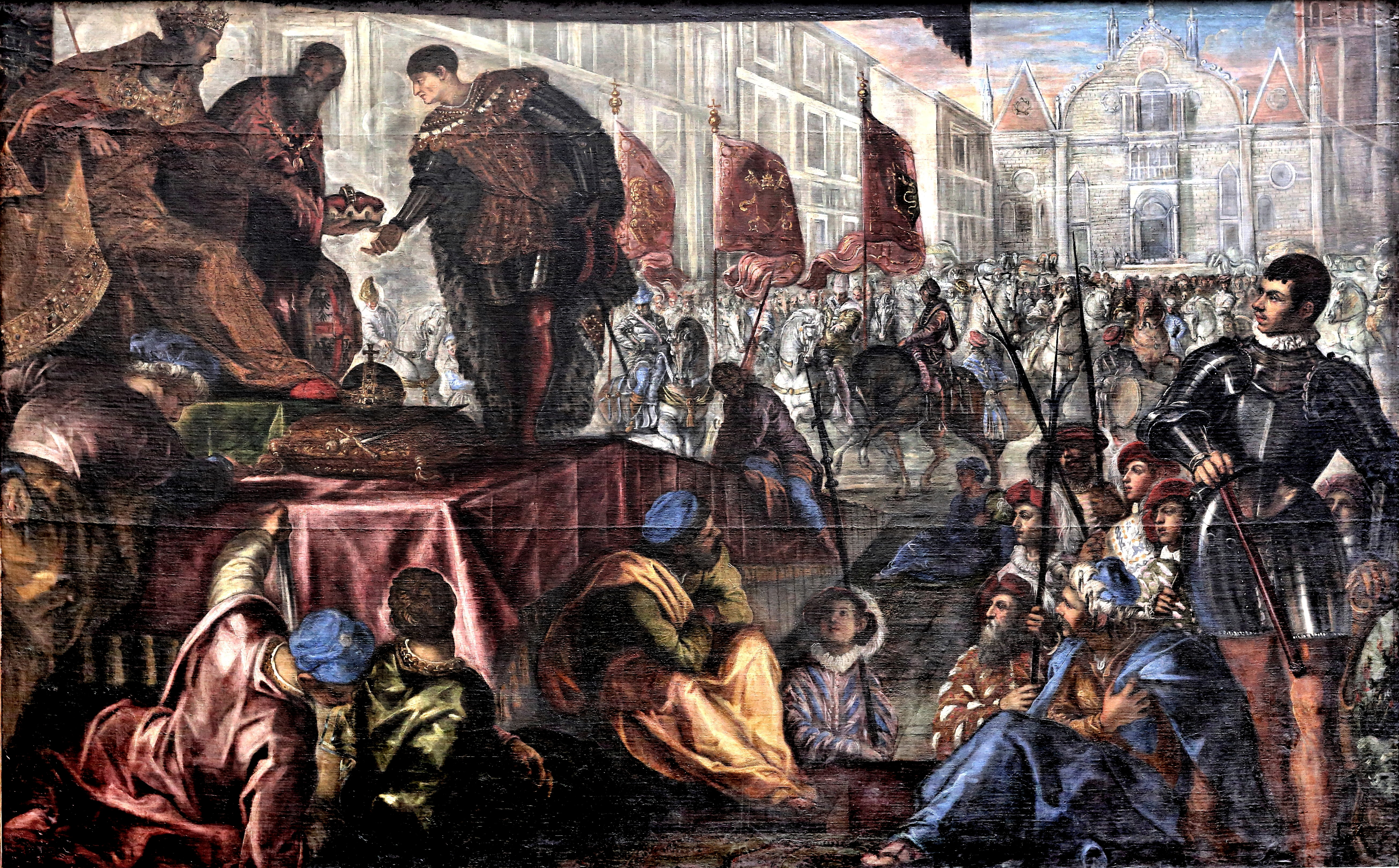
Giovanni Francesco Gonzaga nommé marquis de Mantoue par l'empereur Sigismondo.

La première scène célèbre l'obtention du marquisat par Jean-François de Mantoue (Giovanni Francesco Gonzaga), le premier de la lignée à obtenir le titre de marquis de Mantoue, qui lui est décerné par Sigismond de Luxembourg lorsqu'il se rend en Italie en 1433 pour être ceint par le pape Eugène IV de la couronne impériale. La cérémonie d'élévation au marquisat de Jean-François a eu lieu à Mantoue sur la Piazza San Pietro, aujourd'hui Piazza Sordello.

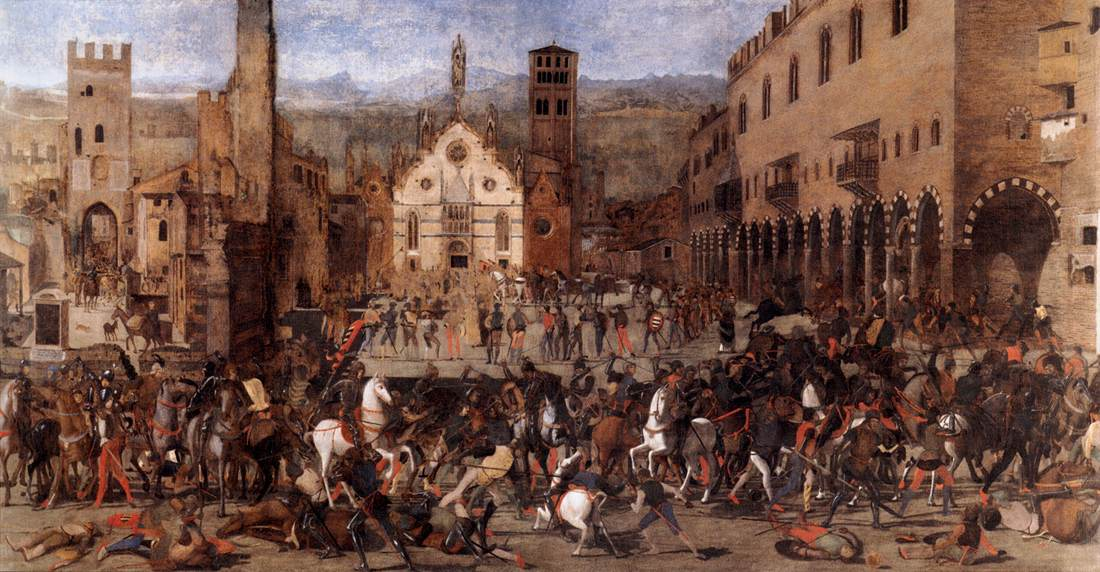
Domenico Morone, L'Expulsion des Bonacolsi, 1494, Mantoue, palais ducal.

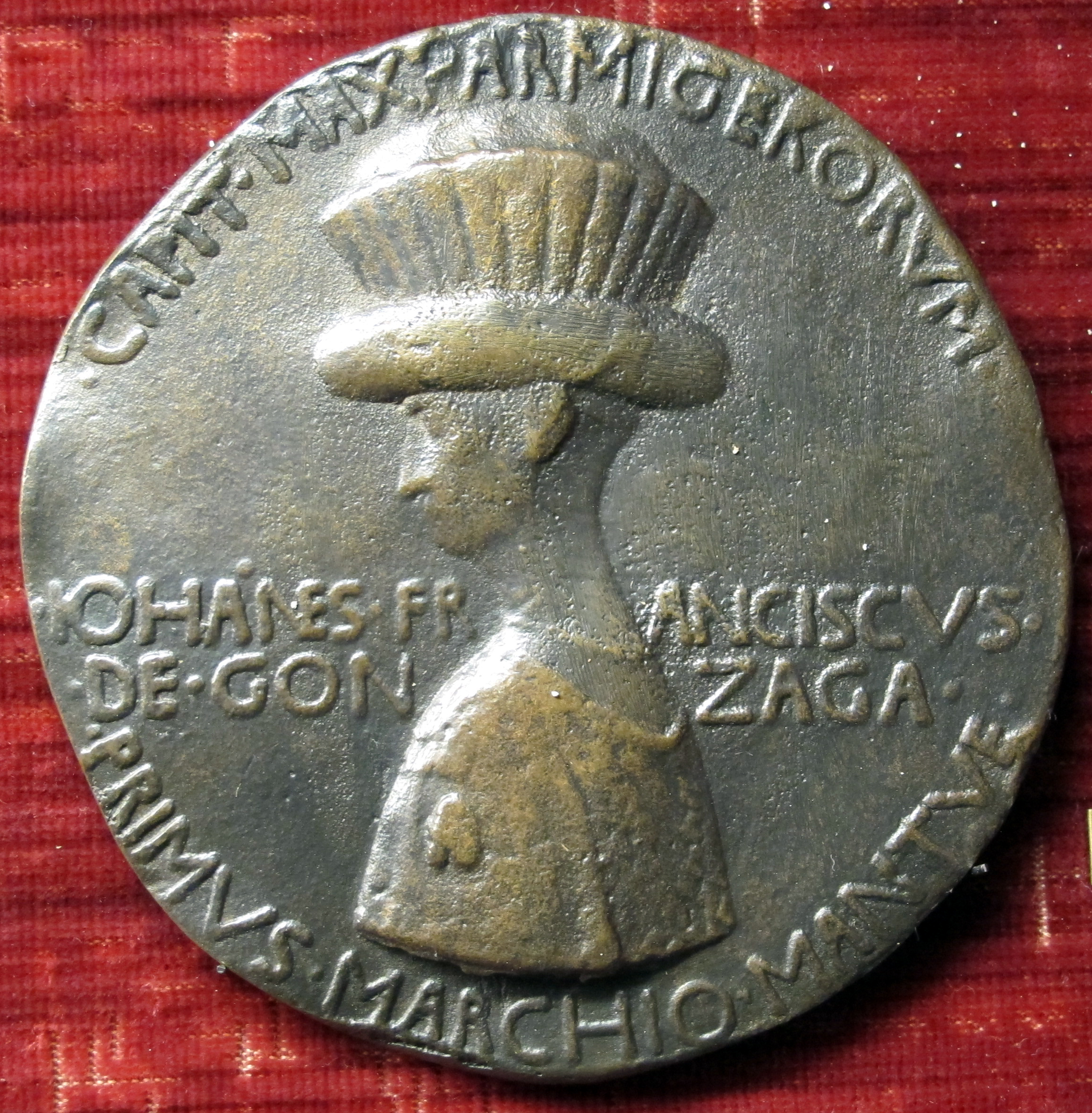
Jean-François de Mantoue sur une médaille de Pisanello.

La cérémonie se déroule sur une scène surélevée de la Piazza San Pietro : Jean-François, déférent, s'incline devant l'empereur royalement assis qui montre les nobles symboles que Gonzague est sur le point de recevoir, reposant sur un coussin. La longue perspective de la place est remplie de chevaliers en armure ; parmi eux, des musiciens battent des tambours. Trois chevaliers tiennent de grandes bannières avec les insignes de Venise, c'est-à-dire le lion de saint Marc, du duché de Milan, le serpent de la famille Visconti, et de l'État pontifical, la tiare papale et les clés de saint Pierre, les trois états au service desquels le premier marquis de Mantoue plaça son épée. Les habitants de Mantoue sont rassemblés devant la scène. À l'extrême droite de la toile se trouve au premier plan un jeune guerrier en armure, la main gauche appuyée sur un bouclier sur lequel apparaît l'exploit du rocher parmi les vagues et des branches brûlantes, décrit par Sangiorgio dans sa correspondance.
En arrière-plan figure l'ancienne façade de la cathédrale San Pietro de Mantoue, dédiée à saint Pierre (d'où le nom de la place), radicalement modifiée au cours des siècles suivants ; elle est sensiblement identique dans le tableau de Domenico Morone de 1494 représentant L'Expulsion des Bonacolsi.
La représentation de profil du premier marquis de Mantoue suggère que le modèle probable utilisé par Le Tintoret pour l'effigie de Jean-François soit la médaille crée par Pisanello.

#### Ludovico II Gonzaga bat les Vénitiens lors de la bataille de l'Adige

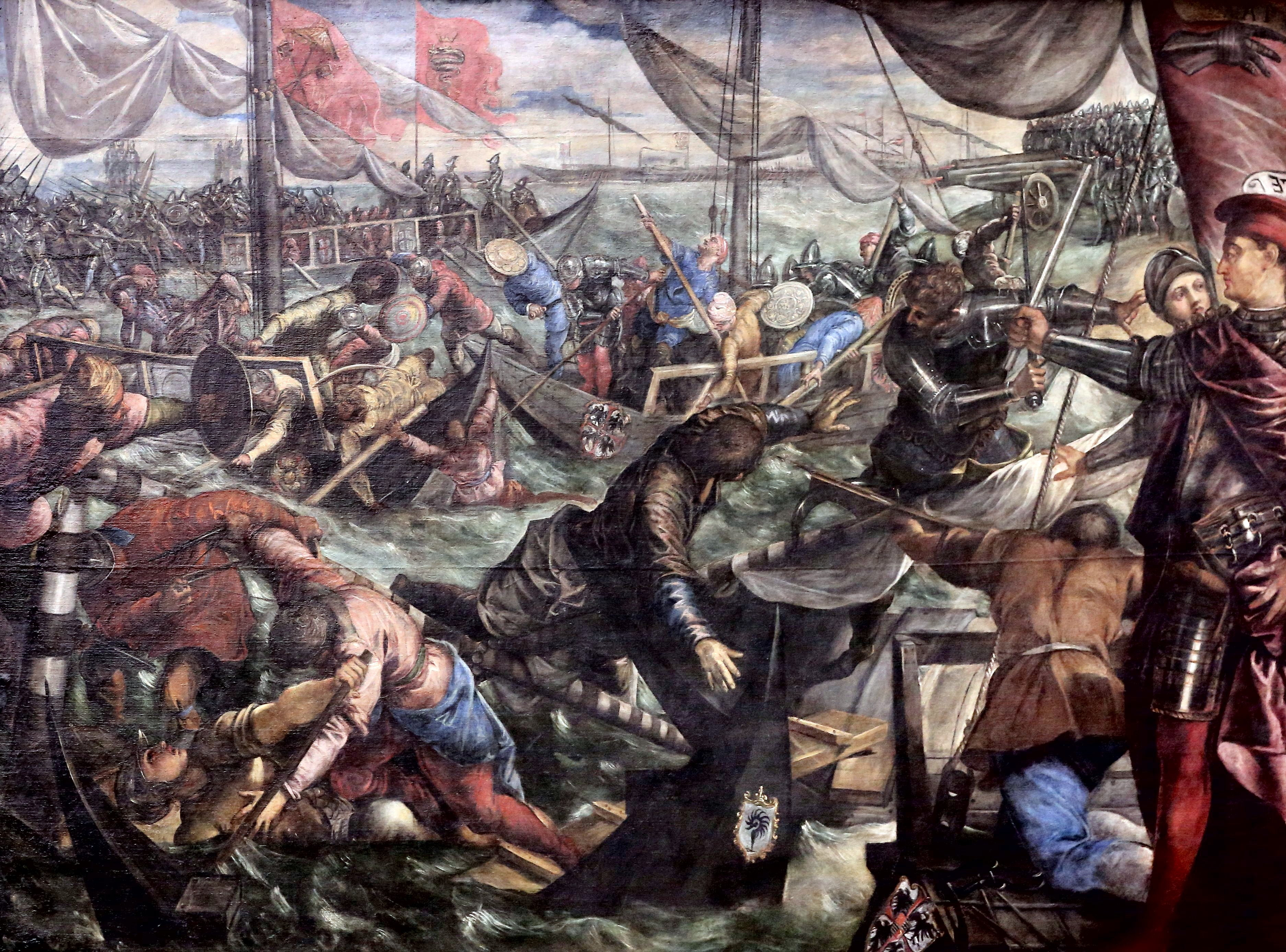
Ludovico II Gonzaga bat les Vénitiens lors de la bataille de l'Adige.

L'événement représenté dans la deuxième toile est un affrontement qui a eu lieu pendant la guerre de 1438-1439 entre le duc de Milan Philippe Marie Visconti et la république de Venise pour la domination de la Lombardie orientale et du lac de Garde. Au cours de cette bataille, les Vénitiens ont transporté audacieusement une flotte par voie terrestre du fleuve Adige au lac de Garde qu'ils n'auraient pas pu atteindre par voie d'eau en raison du barrage ennemi, une entreprise qui est entrée dans l'histoire sous le nom de Galeas per montes. La flotte des Gonzague est alors du côté des Visconti malgré leurs liens antérieurs avec la Sérénissime, qui s'est habilement déplacée d'Ostiglia pour atteindre le fleuve et vaincre les Vénitiens.

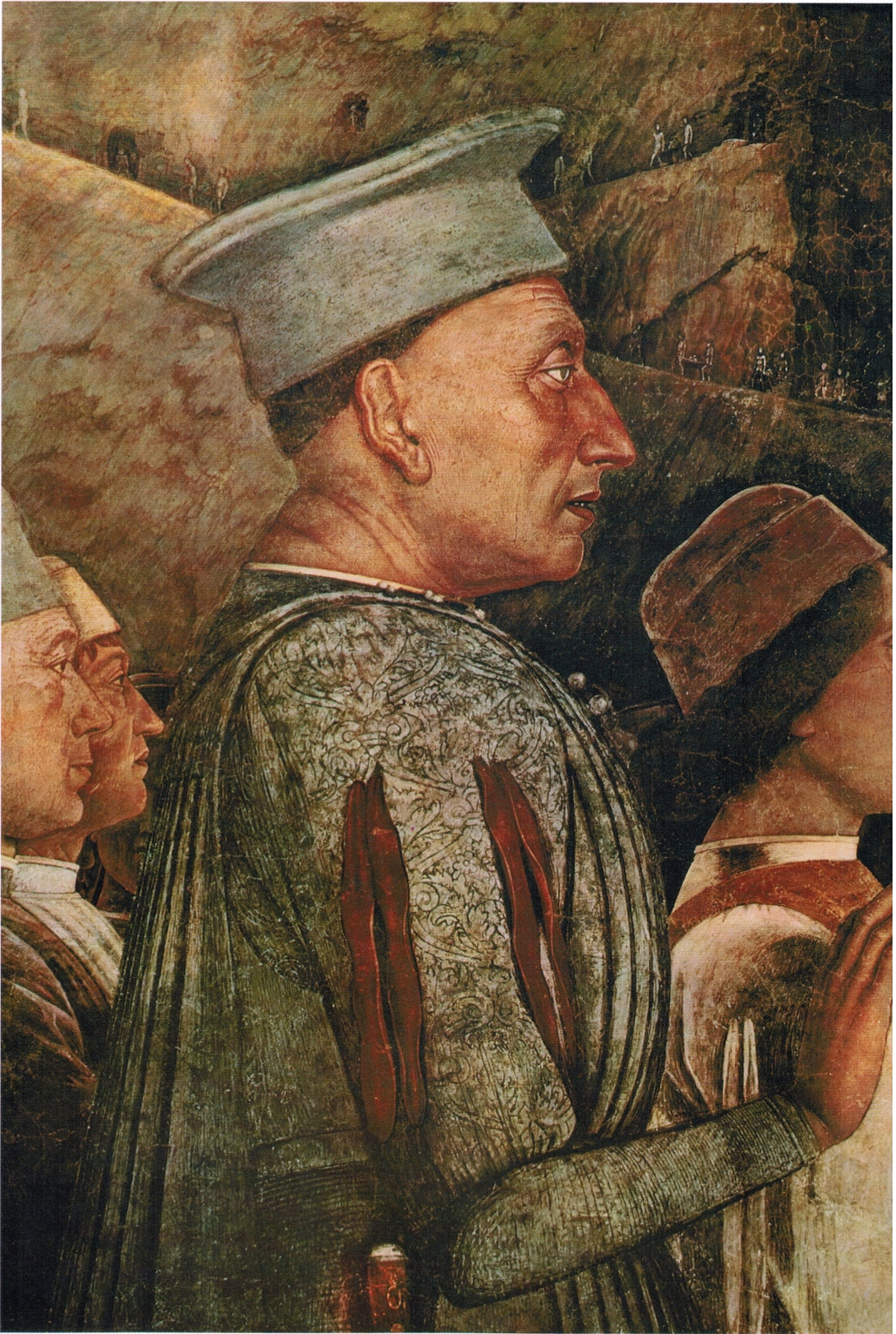
Andrea Mantegna, Ludovico II Gonzaga, détail des fresques de la Chambre des époux, 1465-1474, palais ducal de Mantoue.

Avec une falsification historique délibérée, l'entreprise militaire est attribuée à Louis III de Mantoue, mais en réalité, elle était dirigée par son père Jean-François. La biographie de Louis III, politicien habile et mécène cultivé, mais pas un homme d'armes, n'ayant pas de glorieuses victoires militaires traçables, expliquerait cette altération des faits : on lui en attribua une de son père, faisant fi de la vérité. En vérité, lors de la bataille de Villabona, le deuxième marquis de Mantoue obtint en effet un succès militaire significatif. Cependant, cette victoire est obtenue face à son frère Charles Gonzague avec qui les relations sont depuis longtemps compromises et qui dégénèrent complètement lorsque le cadet se tourne vers les Sforza, mettant Louis dans de grandes difficultés diplomatiques et économiques. À Villabona, la bataille décisive est finalement obtenue avec une affirmation écrasante des armes de Louis III, mais cette victoire du marquis, aboutissement d'une âpre dispute intrafamiliale, ne se prête probablement pas à figurer dans un cycle encomiastique de la dynastie Gonzague.
La demande longue et détaillée du client est résumée par le peintre dans une composition qui restitue avec efficacité l'effervescence d'une bataille navale. Louis III est à droite, debout sur le pont arrière d'un bateau : le geste qu'il fait avec le bâton du commandant semble déclencher presque théâtralement le tourbillon qui l'entoure. Au premier plan, des soldats de Mantoue se lancent depuis le même navire amiral sur un vaisseau vénitien (identifié comme tel par les armoiries du capitaine Dario Maliperio dont l'emblème consiste en une griffe ailée) qui est déjà presque en train de couler, pour tuer l'équipage. Au centre, plus en arrière, une autre barque aux insignes des Gonzague se rend à l'abordage d'un navire ennemi, bousculant les soldats qui l'occupent. Sur la rive droite du cours d'eau, l'artillerie lombarde ouvre le feu pour couvrir le débarquement sur la rive opposée de l'infanterie chargée sur un plus gros navire, presque en retrait, sur lequel flotte une bannière au serpent Visconti.
Sur la bannière derrière Louis III, figure le gant de fer du marquis, demandée par Sangiorgio. Cette devise apparaît quelque peu troublante dans le contexte de l'événement représenté, c'est-à-dire l'expression espagnole Buena fe es non mudable (la lettre de Sangiorgio n'est pas précise sur ce point) : c'est en fait une attestation de loyauté chevaleresque qui contraste avec le retournement des Gonzague vis-à-vis des Vénitiens, qui s'est produit pendant la guerre entre la Sérénissime et les Visconti.
Le portrait de Louis III dans La Chambre des Époux d'Andrea Mantegna, est un possible portrait antérieur dont pourrait s'inspirer la figure du marquis dans la toile du Tintoret. Il apparaît dans l'épisode de la rencontre entre Louis III et son fils, le cardinal Francesco Gonzague. Une autre hypothèse identifie le modèle à l'effigie du deuxième marquis de Mantoue qui figure sur une médaille de Bartolomeo Melioli.

#### Federico I Gonzaga libère Legnano du siège des Suisses

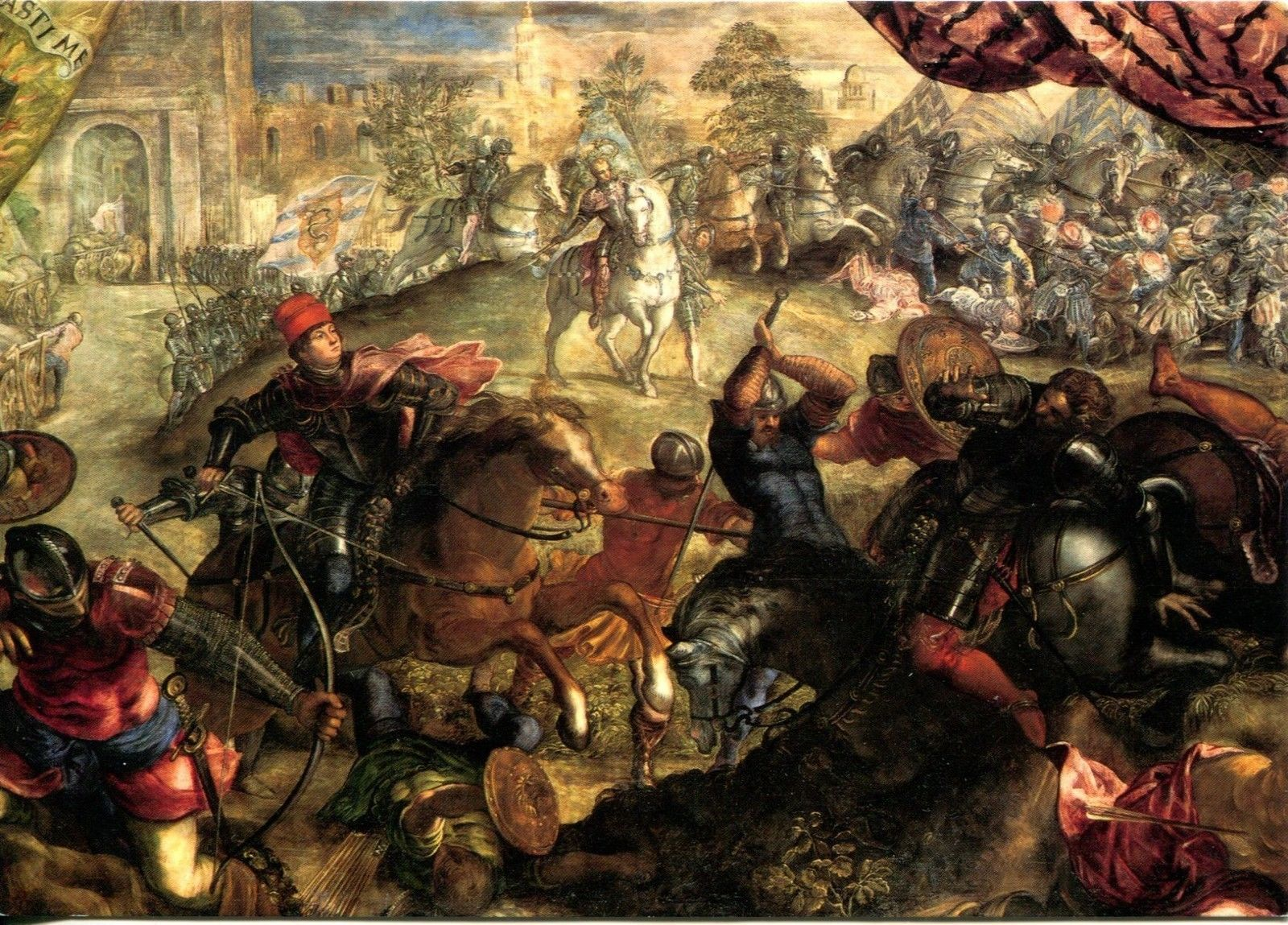
Federico I Gonzaga libère Legnano du siège des Suisses.

Les faits se réfèrent à la guerre occasionnée par la conjuration des Pazzi qui a lieu à Florence en 1478. La répression féroce mise en place par Laurent de Médicis, dit Le Magnifique, après le complot suscite la réaction du pape Sixte IV qui s'allie au roi de Naples pour faire la guerre à Florence. Plusieurs États italiens viennent en aide à Laurent, y compris le duché de Milan qui à cette époque, après la mort de Galéas Marie Sforza, est confié à la régence de sa femme Bonne de Savoie, le fils du défunt duc, Jean Galéas Sforza, étant encore un enfant.
Sixte IV, afin d'affaiblir le front adverse, suscite les Suisses pour qu'ils ouvrent les hostilités avec le duché des Sforza : le plan du pape vise à faire en sorte que les Milanais, attaqués sur leur territoire, détournent leurs forces de la Toscane, affaiblissant ainsi la ligue qui défend Florence.

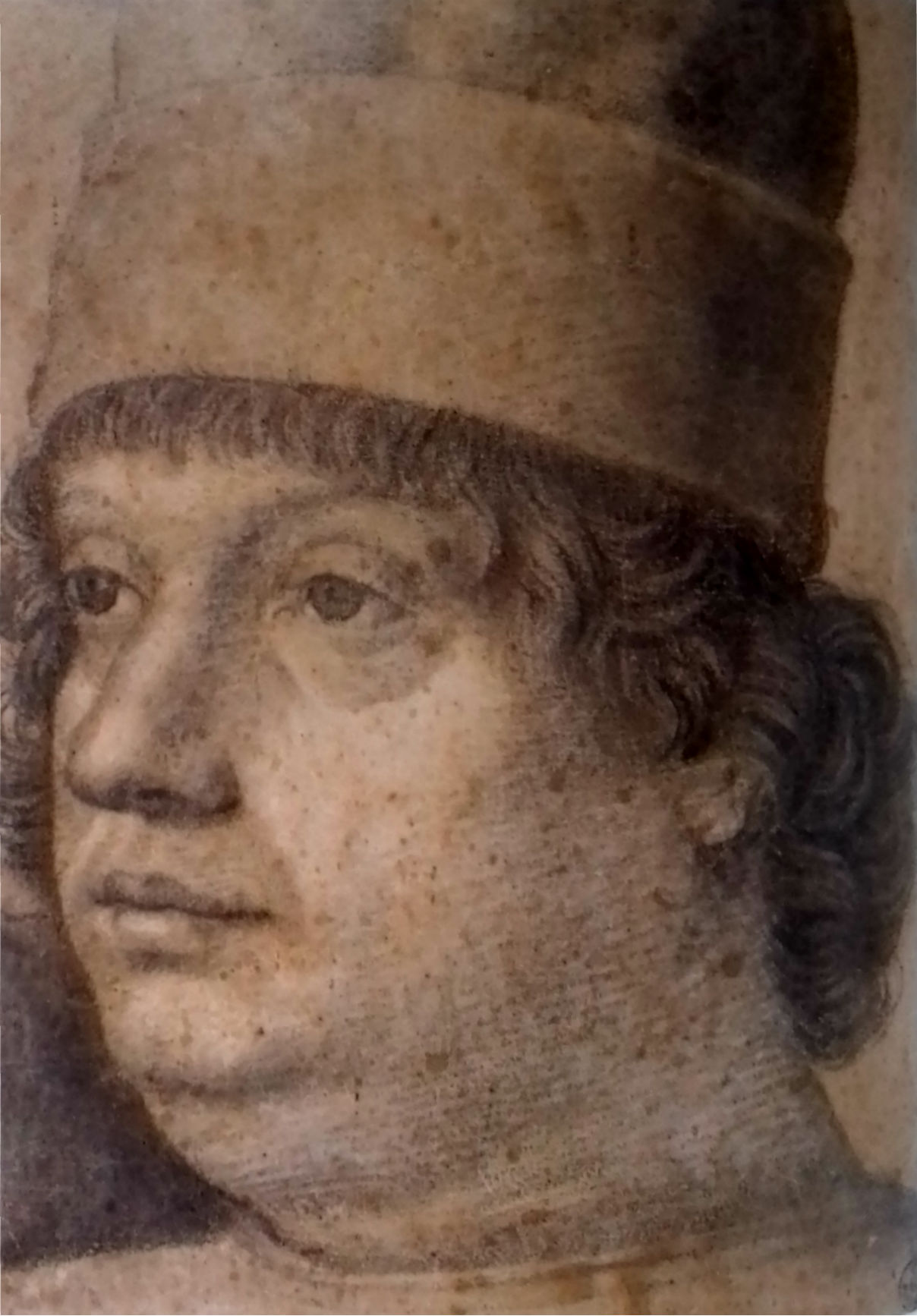
Francesco Bonsignori, Federico I Gonzaga, 1490-1505, Florence, musée des Offices.

Dans les indications données au Tintoret, Sangiorgio fait référence à la ville lombarde de Legnano comme le théâtre de l'événement qu'il doit représenter et, selon toute vraisemblance, la source dont celui-ci tire son décor est la Chronica de Mantua (Chronique de Mantoue) de Mario Equicola, humaniste de l'entourage par Frédéric II de Mantoue, texte imprimé dans les années vingt du XVIe siècle. Cependant, l'emplacement exact du site du siège rapporté par Equicola est douteux étant donné que d'autres sources sur ce conflit entre les Suisses et les Milanais, également appelé guerre de Giornico du nom de la bataille de Giornico qui a in fine accordé la victoire aux Suisses, placent l'intervention de Frédéric Ier de Mantoue (Federico I Gonzaga) plutôt dans le canton du Tessin, alors partie du duché de Milan : dans certains cas, la ville assiégée est identifiée à Lugano, d'autres sources situant l'événement à Bellinzone,.
Quoi qu'il en soit, la substance des faits est que les Suisses, à l'instigation de la faction anti-Médicis, assiègent une ville faisant partie des possessions ducales ; Bonne de Savoie ordonne à Frédéric Ier de Mantoue, capitaine des armées Sforza, de se déplacer pour disperser les assaillants. Dans le tableau de Tintoret, malgré l'accent mis sur le combat  où l'on voit le marquis charger l'ennemi l'épée nue, les faits ont en réalité connu un développement beaucoup moins épique : les Suisses, ayant reçu la nouvelle de la décision d'envoyer Gonzague pour aider les assiégés, se retirent avant même d'avoir atteint le lieu des opérations. La Chronica dell'Equicola rend compte du fait que les Suisses ont levé le siège dès qu'ils ont appris l'arrivée imminente du marquis qui n'avait alors aucune raison de quitter ses bases.

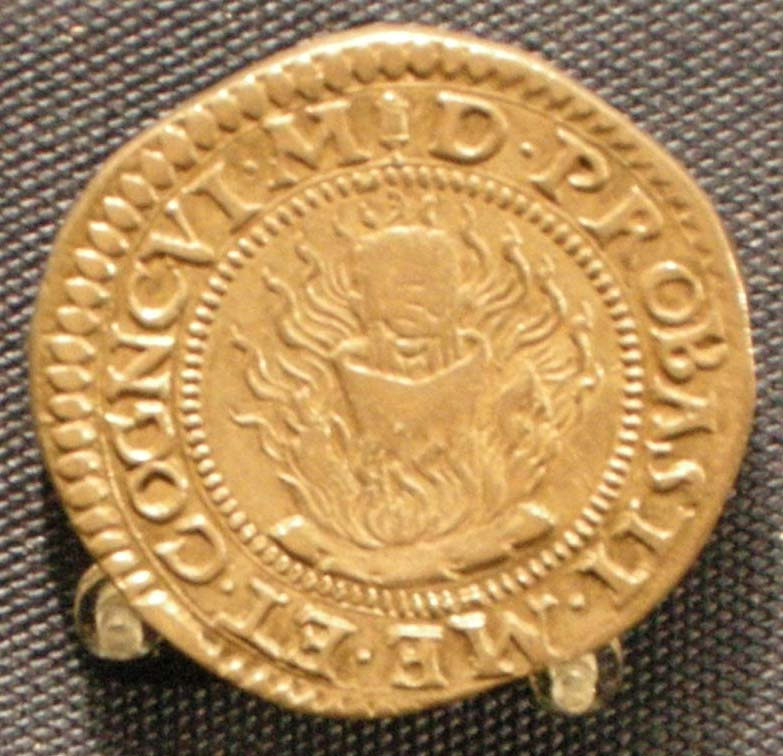
Ducat frappé par François II avec le creuset à barres d'or et la devise « Probasti me Domine et cognovisti ».

Comme dans la toile précédente, il s'agit donc, sinon précisément d'une falsification, d'une mystification de la réalité historique et des raisons similaires pourraient être à l'origine de ce choix : dans la biographie du troisième marquis Gonzague, il n'existe pas de faits sensationnels d'armes et donc, il était peut-être nécessaire pour Sangiorgio de souligner un événement en soi de peu d'importance militaire.
La bataille imaginaire est représentée ainsi par le Tintoret : l'armée dirigée par Gonzague, identifiée par l'enseigne au serpent milanais, submerge les troupes suisses ; au premier plan, à droite, le marquis, lancé au galop, s'apprête à porter le coup fatal à un ennemi dont le cheval a déjà été renversé par la lance d'un fantassin lombard. Plus au centre, l'armée des Sforza, avec une action qui se projette vers la droite de la toile, harcèle le campement des assiégeants dont les tentes sont représentées, mettant en fuite les Suisses reconnaissables à leurs  bonnets rouges. Les chariots des sauveteurs entrent par la porte de la ville, désormais libérée du siège.
Deux drapeaux aux angles supérieurs ressemblent presque à des rideaux qui s'ouvrent sur la victoire du marquis de Mantoue. Sur le côté gauche, la devise « Probasti me » est visible, ainsi qu'un creuset avec des lingots d'or à l'intérieur. Les lingots d'or dans le creuset accompagnée de la devise, qui se lit dans son intégralité « Probasti me Domine et cognovisti » n'appartient pas à Frédéric Ier de Mantoue mais à son fils François II de Mantoue, un emblème que le quatrième marquis de Mantoue a choisi après la bataille de Fornoue, qui est le thème de la dernière toile de la Salle des Marquis : manifestement le comte Sangiorgio s'est trompé dans l'indication donnée au peintre. « Probasti me Domine et cognovisti » (« Seigneur, tu m'as éprouvé et tu m'as connu ») est la devise qui, avec l'image des lingots d'or placés dans un creuset sur le feu, constitue l'entreprise choisie par François II à la suite de la rupture de ses relations avec la république de Venise en raison de la conduite tenue par le général lui-même dans les événements qui suivirent la bataille du Taro. Après Fornoue, que la Sérénissime avait d'abord aussi présentée comme une victoire, en faisant grand honneur à Gonzague, il se rendit dans le sud de l'Italie pour faire front commun avec Ferdinand II de Naples et chasser le contingent français laissé là par Charles VIII. Après un certain temps, cependant, François abandonne ce front et retourne à Mantoue. L'acte est accueilli avec méfiance par le gouvernement vénitien au sein duquel le soupçon commence à se répandre que Gonzague, ligué avec la France, a trahi la République. Ainsi, sa loyauté à Fornoue est également remise en question. François II choisit alors cette entreprise comme une affirmation de sa justesse : la fonte de l'or — c'est l'action rappelée par les baguettes dans le creuset — est en effet un procédé utilisé pour s'assurer que le métal est pur et la devise « Probasti me Domine et cognovisti » réaffirme sa loyauté en présence de l'omniscience divine.
Les traits de Frédéric Ier sur la troisième toile sont très proches du visage du marquis représenté sur un dessin de Francesco Bonsignori conservé au musée des Offices : il est possible de présumer que ce dessin et le portrait du Tintoret dérivent d'un modèle commun perdu.

#### Francesco II Gonzaga à la bataille du Taro

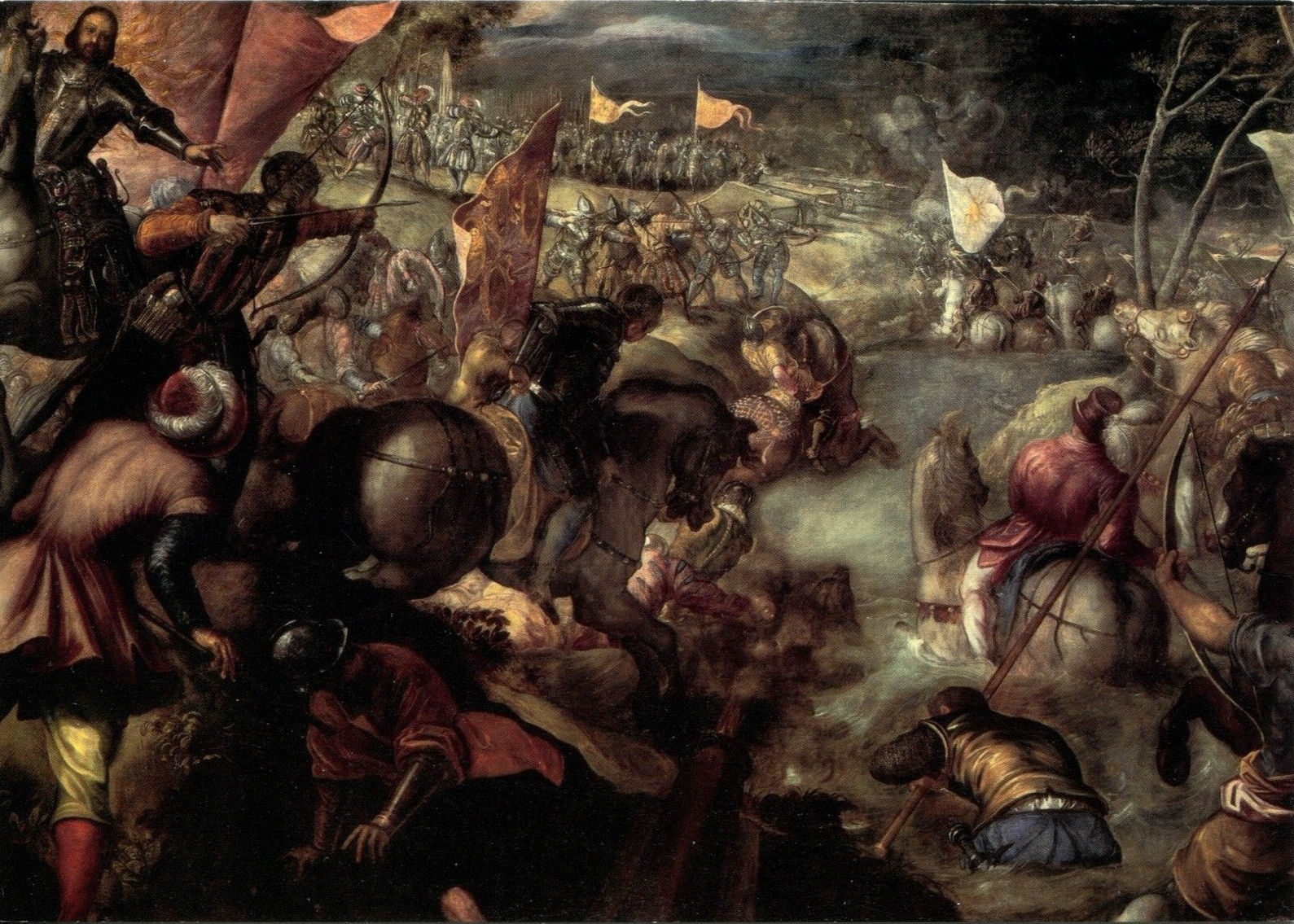
Francesco II Gonzaga à la bataille du Taro.

L'événement évoqué par le comte de Sangiorgio dans ses instruction au Tintoret est la bataille de Fornoue, bataille qui eut lieu le 6 juillet 1495 sur les rives du Taro près du col de la Cisa, qui voit les armées du roi de France Charles VIII et les troupes de Venise, de l'État pontifical et du duché de Milan s'opposer dans une Ligue, dite la Sainte Ligue en raison de l'adhésion du pape Alexandre VI Borgia à celle-ci. La Ligue est rejointe par les Aragonais de Naples, l’empereur Maximilien Ier (empereur du Saint-Empire) et le royaume d'Angleterre, mais sans participation militaire directe.

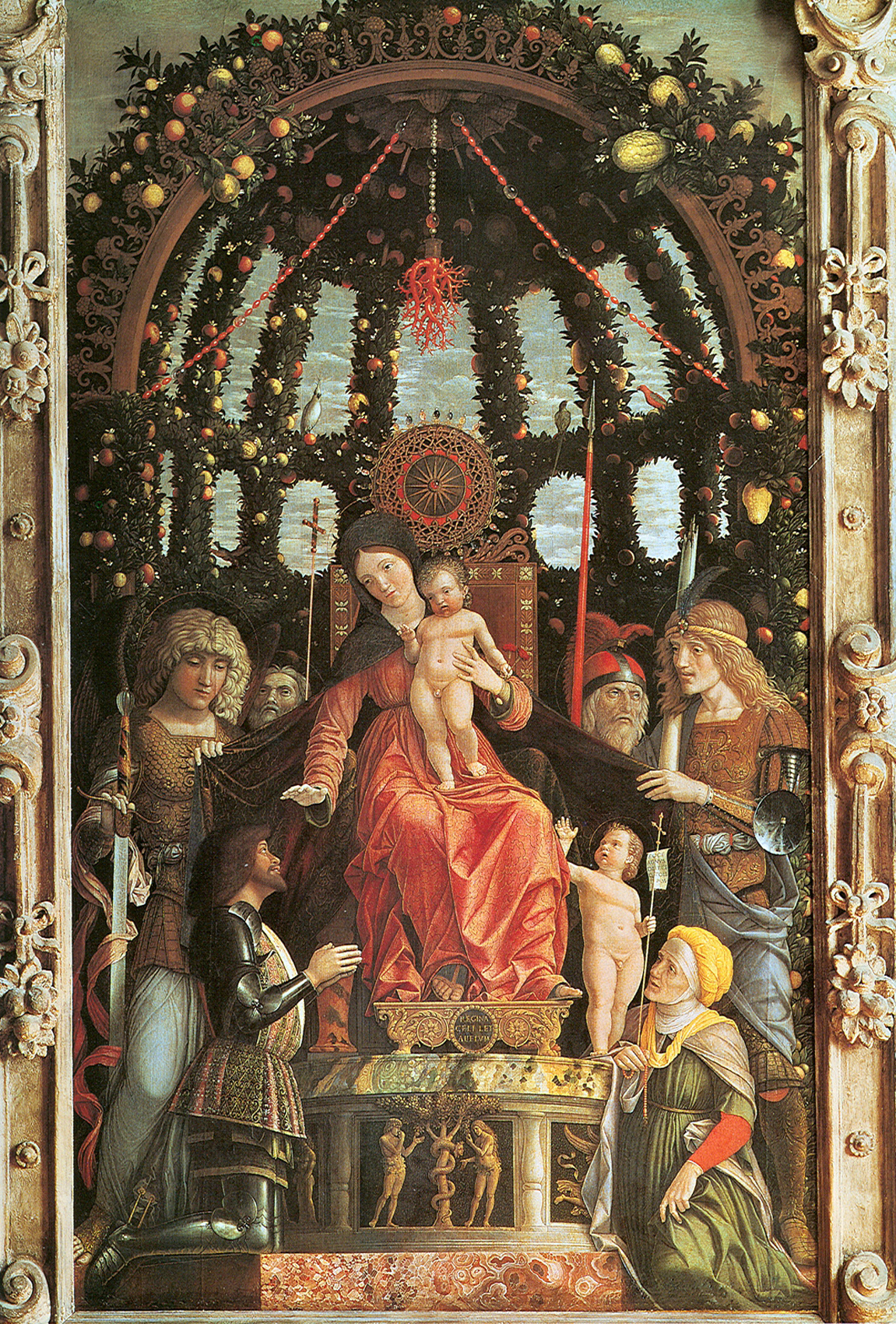
Andrea Mantegna, Vierge de la Victoire, 1495-1496, Paris, musée du Louvre. François II Gonzague est agenouillé à gauche.

Charles VIII est descendu en Italie en 1494 - c'est le début des guerres d'Italie - en direction de Naples qu'il conquiert avec une grande facilité, l'enlevant à la dynastie aragonaise. Après ce succès, le roi de France décide de retourner vers le nord ; c'est lors de la retraite française que la Ligue décide de combattre les Français sur les bords du Taro, fleuve que l'armée de Charles VIII aurait dû traverser pour continuer vers le nord. Le marquis de Mantoue François II de Mantoue (Francesco II Gonzaga), capitaine de l'armée vénitienne, se trouve aux commandes des troupes de la Sainte Ligue.
La bataille du Taro est un combat à somme nulle : la Ligue ne peut pas arrêter la marche des Français et les pertes subies par Charles VIII ne compromettent pas substantiellement la puissance du Valois.
Néanmoins, le côté italien, et surtout vénitien, tente de faire apparaître cet affrontement comme une victoire. François de Mantoue lui-même est naturellement à l'avant-garde de cette propagande et pour célébrer son succès personnel, fait construire une église à Mantoue, précisément dédiée à Santa Maria della Vittoria. Le retable du maître-autel de la nouvelle église - qui se trouve aujourd'hui au musée du Louvre - est commandé à Mantegna et également dédié à la victoire de Fornoue :  le marquis y apparait en armure, recevant la bénédiction de la Vierge.
Les indications données par Sangiorgio aux fins de décrire les faits qui se réfèrent à la description de la bataille de Fornoue faite par l'historien Paul Jove sont rares. Ce dernier, dans le traité Istorie del suo Tempo (1560), raconte en détail dans le Livre II le déroulement de la bataille, soulignant notamment la valeur et le courage dont a fait preuve le marquis de Mantoue, personnellement exposé au feu ennemi à tel point que, plusieurs fois au cours de la bataille, sa monture est abattue par des tirs français.
L'instant immortalisé par le Tintoret présente Gonzague, à cheval à gauche, qui, dos à l'ennemi, rassemble ses troupes, attestées sur la rive droite du Taro, pour les lancer à l'assaut des Français, déployés sur la rive opposée. La cavalerie de la Ligue franchit alors le fleuve à gué - une action qui, comme le raconte Jove, s'avère particulièrement difficile en raison de la force inhabituelle des eaux du Taro - et s'apprête à charger les Français alors même qu'ils sont dans une position avantageuse, cantonnés sur une colline (autre détail qui correspond à la description de Jove) d'où ils tirent facilement sur les assaillants. Les pertes humaines de la Ligue sont énormes, bien supérieures à celles des Français.
Derrière Gonzague flotte une grande bannière sur laquelle se dresse un soleil radieux, son emblème, symbole héraldique qui figure également sur l'armure du marquis de Mantoue.
Le modèle dont dérive l'effigie du marquis semble être un buste en terre cuite de François II de Mantoue attribué à Giovanni Cristoforo Romano.

### Salle des Ducs (Sala dei Duchi)

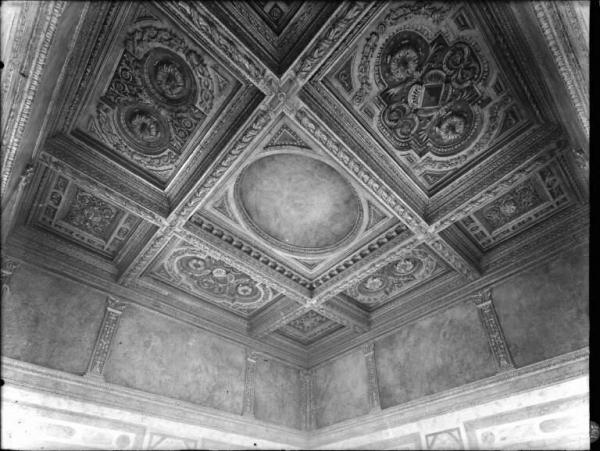
Salle des ducs.

Les événements des membres de la famille qui se glorifient du titre ducal sont mis en scène dans la deuxième partie des Fastes ; trois des quatre épisodes représentés ont pour thème les actes du premier duc Gonzague, Frédéric II de Mantoue (Federico II Gonzaga), père du client Guillaume de Mantoue.

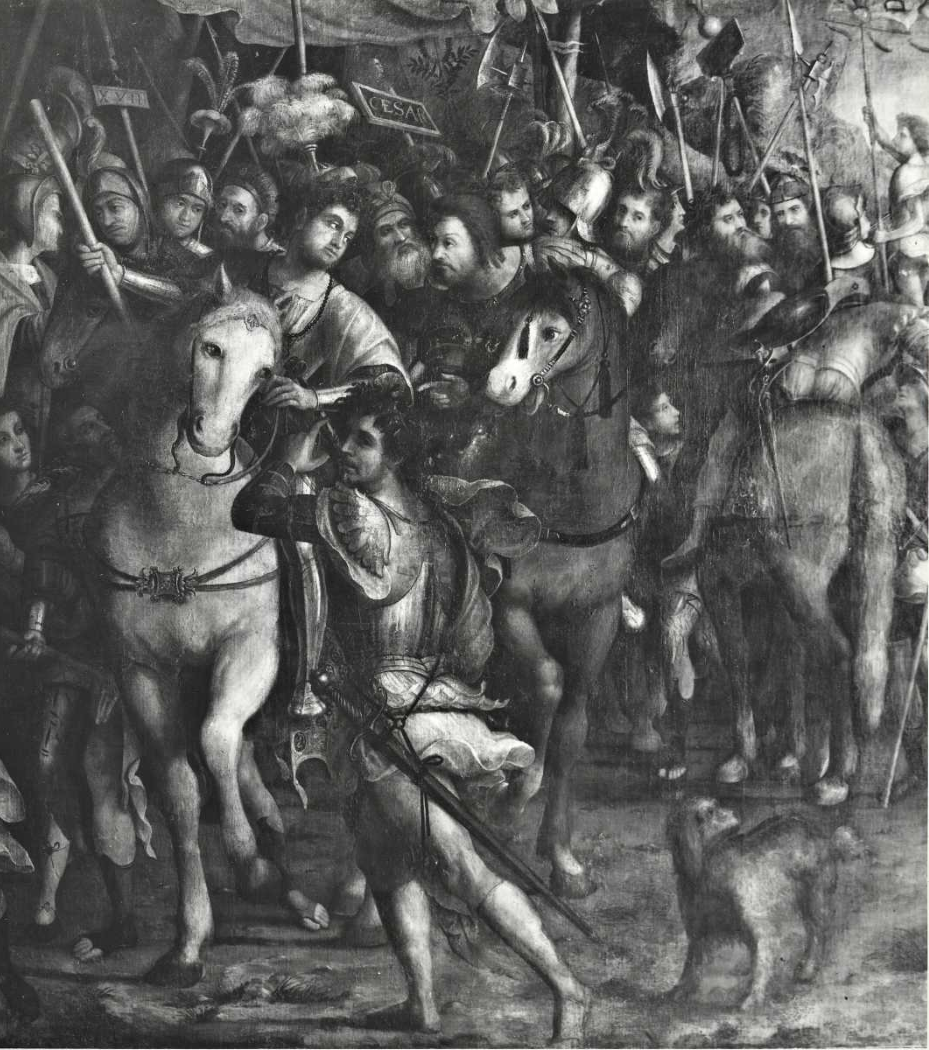
Lorenzo Costa, Investiture de Federico II Gonzaga comme capitaine de l'Église, 1522, Galerie nationale de Prague. Détail avec le portrait de Federico Gonzaga.

En vérité, tous les exploits de Frédéric II de Mantoue représentés par Le Tintoret sont liés à des événements antérieurs à son élévation au rang de duc qui eut lieu en 1530 : ce sont notamment quelques victoires remportées dans le cadre de la dite quatrième guerre d'Italie, ou Guerre de la Ligue de Cambrai (1521-1526), à laquelle le futur duc de Mantoue participe en tant que commandant général des armées papales, poste qui lui est conféré en 1521 par Léon X grâce aux bons offices de Baldassare Castiglione, ambassadeur de Mantoue à Rome. Cette phase des guerres d'Italie est marquée par la reprise des hostilités dans la péninsule à l'initiative du roi d'Espagne et de l'empereur Charles Quint, auxquels le pape s'est allié, pour chasser les Français du duché de Milan.
Le prototype possible de l'image de Frédéric II dans les trois toiles qui lui sont dédiées se trouve dans son portrait équestre représenté dans la grande toile qui célèbre son investiture en tant que capitaine de l'Église, réalisée en 1522 par Lorenzo Costa, un temps à Mantoue et aujourd'hui conservée à la Galerie nationale de Prague .
Comme le montre l'observation de l'environnement, les espaces vides des murs dans la Sala dei Duchi, qui abritaient autrefois les peintures du Tintoret, suggèrent qu'à côté de chacune des grandes toiles du maître vénitien, il y avait deux autres tableaux de plus petites dimensions. Ces autres toiles sont perdues et aucune source n'est connue qui témoigne de ce qu'elles représentaient.
Toujours pour les histoires des ducs, une lettre de Teodoro Sangiorgio, datée de 1579, contient la description des événements que le Tintoret aurait dû représenter : la lettre, cependant, ne se réfère qu'aux trois premiers tableaux ; pour la quatrième et dernière toile du cycle, les instructions données au Tintoret ne sont pas documentées, qui, cependant, ont été certainement également dans ce cas, formulées et envoyées à l'artiste.
Le Tintoret reçoit la seconde commande quelques mois après la remise des premiers tableaux, en octobre 1579. Sangiogio envoie au peintre le portait des ducs, des indications précises sur l'incidence de la lumière dans la salle, sur les dimensions que doivent avoir les toiles, ainsi que des suggestions sur le meilleur moyen de représenter les épisodes demandés par le duc de Mantoue.
Pour remédier à l'inconvénient survenu aux histoires des marquis, ce qui, comme indiqué, impliqua d'apporter des modifications aux compositions déjà livrées à la demande du client, il est demandé à Tintoret de fournir les croquis préliminaires des toiles établis sur la base des indications de la cour de Mantoue (aucun d'entre eux ne nous est parvenu car il s'agissait probablement de dessins), à soumettre au consentement préalable de Sangiorgio et de Guillaume de Mantoue lui-même.
Un an à peine après avoir été commandés, les quatre grands tableaux sont achevés. Les connaisseurs mantouans en apprécient le style rapide, mouvementé, plein d'éclats de lumière, typique du peintre vénitien. Celui-ci se rend à Mantoue pour suivre personnellement les étapes d'installation des toiles.

#### Federico II Gonzaga conquiert Parme

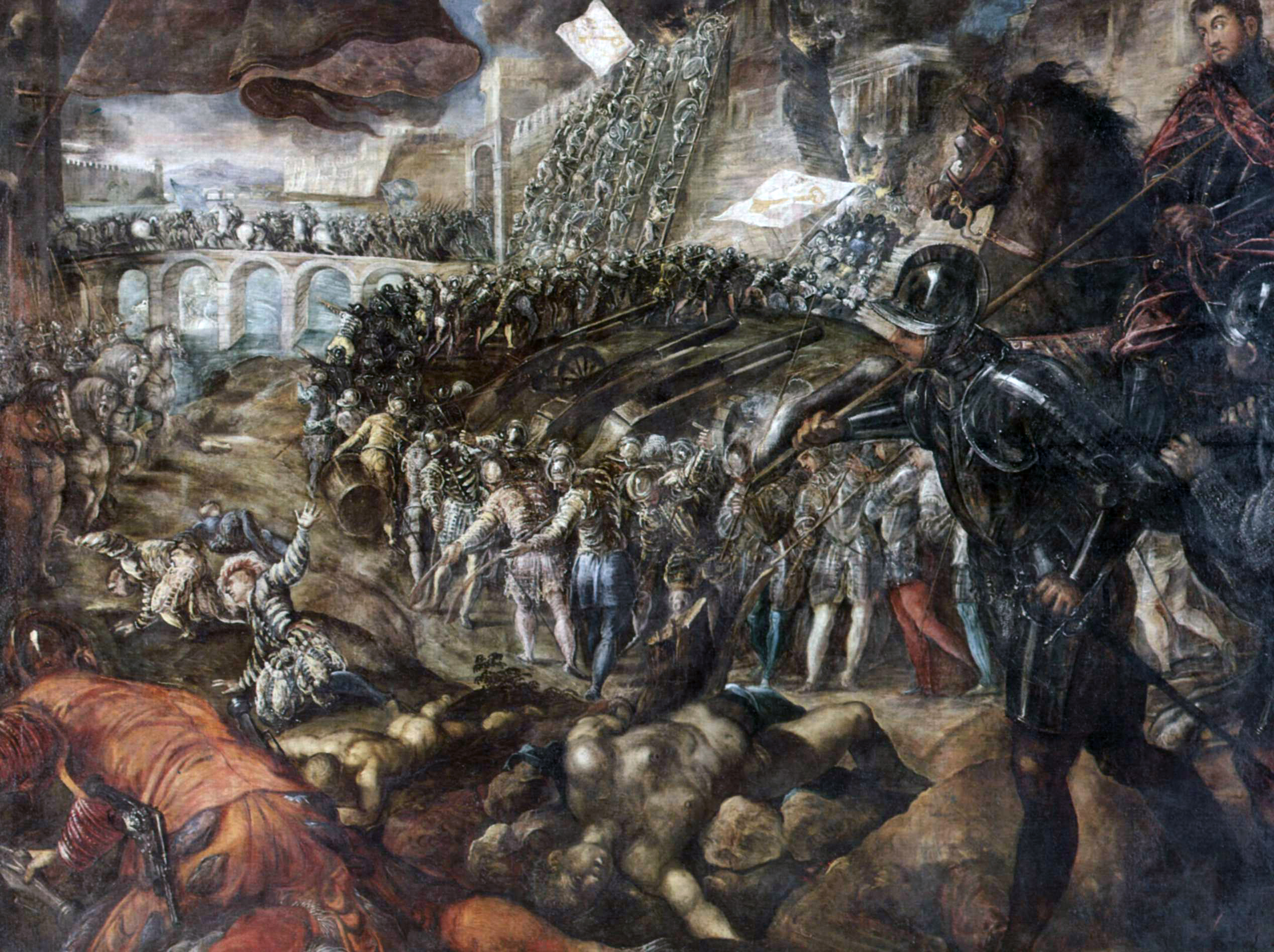
Federico II Gonzaga conquiert Parme.

En échange de son adhésion au projet d'invasion espagnole du duché milanais, le pape Léon X obtient l'engagement impérial de favoriser le désir papal d'étendre ses domaines en Émilie. La première ville à en faire les frais est Parme, qui à l'époque fait également partie du duché de Milan et est donc occupée par les Français qui ont repris le contrôle de l'État des Sforza en 1515.
La première toile de la série des ducs est donc consacrée à la conquête de Parme par les troupes impérialo-pontificales, qui a lieu en août 1521 : le commandant en chef de l'armée est Prospero Colonna, l'armée des Habsbourg est dirigée par Fernando de Ávalos, marquis de Pescara, et le capitaine des armes papales est Frédéric II de Mantoue.

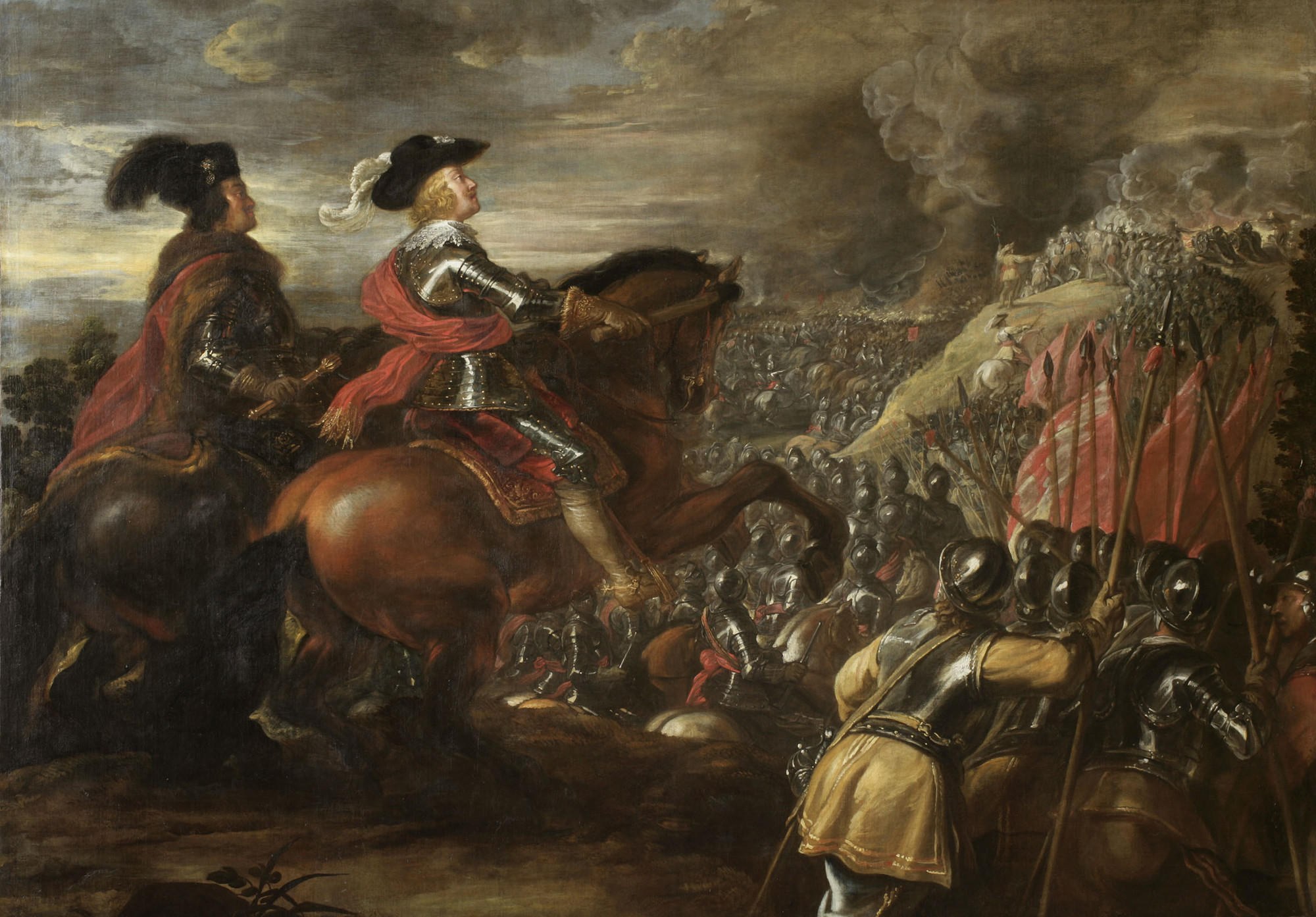
Rubens et Jan van den Hoecke, Bataille de Nördlingen, 1635, Château de Windsor, Royal Collection.

Conformément aux indications de Sangiorgio, les lieux de la bataille sont décrits avec précision dans la toile et, à cet effet, le peintre fournit comme pour d'autres représentations urbaines qui figurent dans le cycle, des reproductions graphiques des lieux où les scènes à peindre ont eu lieu.
La ville de Parme avait en effet un système de murs particulier : les deux parties de la ville séparées par la Parma sont chacune défendues par ses propres murs et communiquent entre elles par des ponts qui s'ouvrent dans les murs eux-mêmes.
L'attaque menée par Gonzague, à cheval à droite dirigeant les opérations, mise en scène par Le Tintoret, se déroule sur l'une des rives du fleuve : la batterie d'artillerie placée à cet endroit a ouvert une brèche dans l'un des deux secteurs du mur ; l'infanterie impériale et l'armée pontificale, qui agite de grandes bannières avec la tiare papale et les clefs de Saint-Pierre, passent par l'ouverture. D'autres assiégeants escaladent les murs avec des échelles. La partie de la ville attaquée par les Gonzague est donc proche de tomber et, de fait, les Français, reconnaissables aux drapeaux aux fleurs de lys dorées sur fond bleu, s'enfuient en empruntant un pont pour se réfugier dans l'autre partie de la ville, au-delà de la rivière. Cependant, traverser le pont, expose les fugitifs au feu ennemi. Une batterie d'arquebusiers, attestée sur le rivage, braque ses armes et ouvre le feu sur les Français: chevaux et soldats tombent dans l'eau, fauchés par les impériaux.

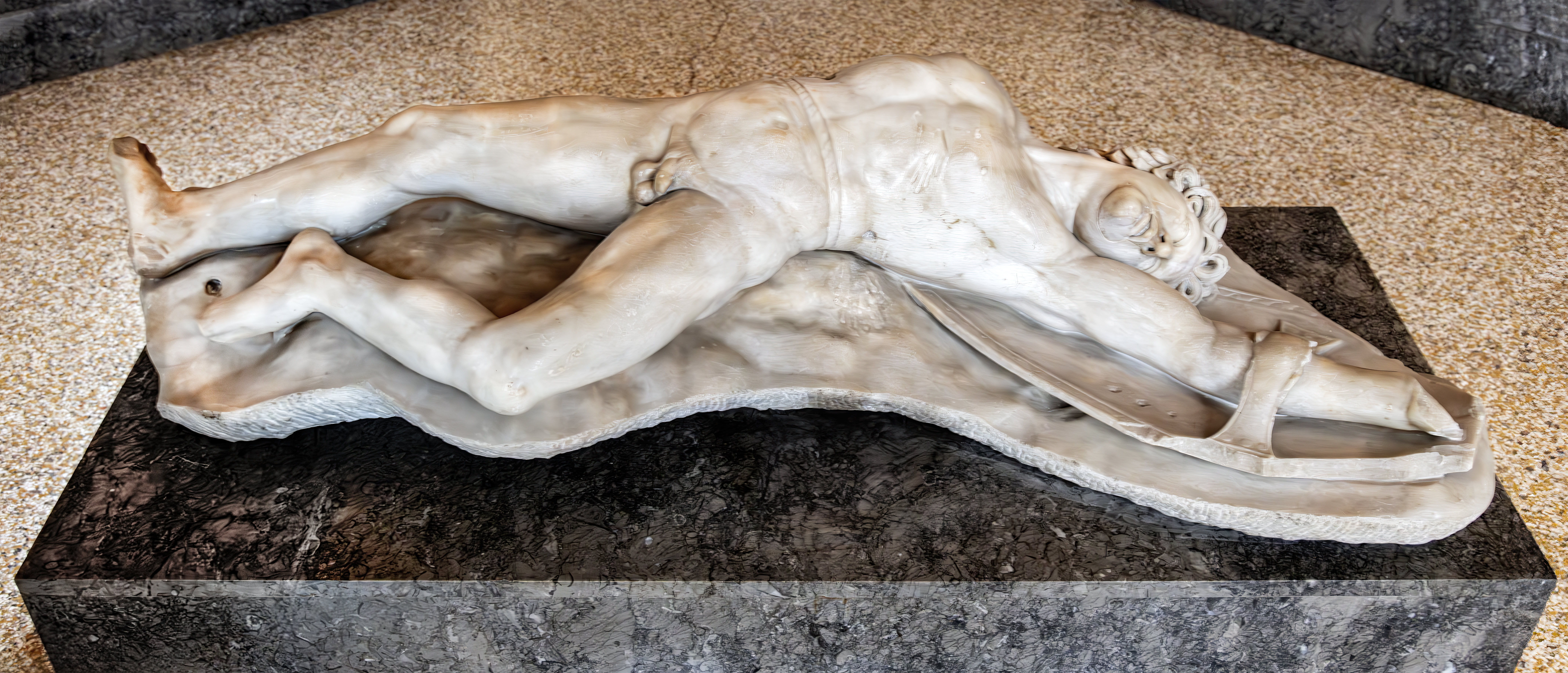
Galate mort,, musée archéologique national de Venise.

La Prise de Parme par Le Tintoret est considérée comme une source d'influence pour  La Bataille de Nördlingen réalisée par Jan van den Hoecke, mais conçue par Pierre Paul Rubens dans le cadre de l'appareil décoratif élevé à Anvers en 1635 pour l'entrée triomphale dans la ville flamande du cardinal et l'infant d'Espagne Ferdinand d'Autriche (Pompa Introitus Ferdinandi). Rubens a évidemment eu l'occasion de voir et d'étudier les Fastes de Tintoret dans sa jeunesse lorsque, quelques décennies après que le cycle a été placé au palais ducal, il s'est retrouvé à Mantoue en tant que peintre de la cour du duc Vincent Ier de Mantoue. Sa bataille de Nördlingen, notamment, reprendrait la subdivision de la composition en deux parties de la toile de Tintoret, avec au premier plan, les commandants à cheval, et au loin, une multitude de soldats poursuivant l'ennemi qui se dirigent vers les hauteurs. Plus généralement, cette inspiration met en évidence une influence globale des scènes de bataille des Fastes des Gonzague sur des peintures de sujet analogue du maître flamand.
On distingue dans le soldat nu allongé tombé sous le feu ennemi au centre de la composition, une citation classique, cette figure étant clairement issue de la sculpture romaine (copie d'un original d'époque hellénistique) représentant un Galate mort, aujourd'hui conservée au musée archéologique de Venise.

#### Federico II Gonzaga entre victorieux à Milan

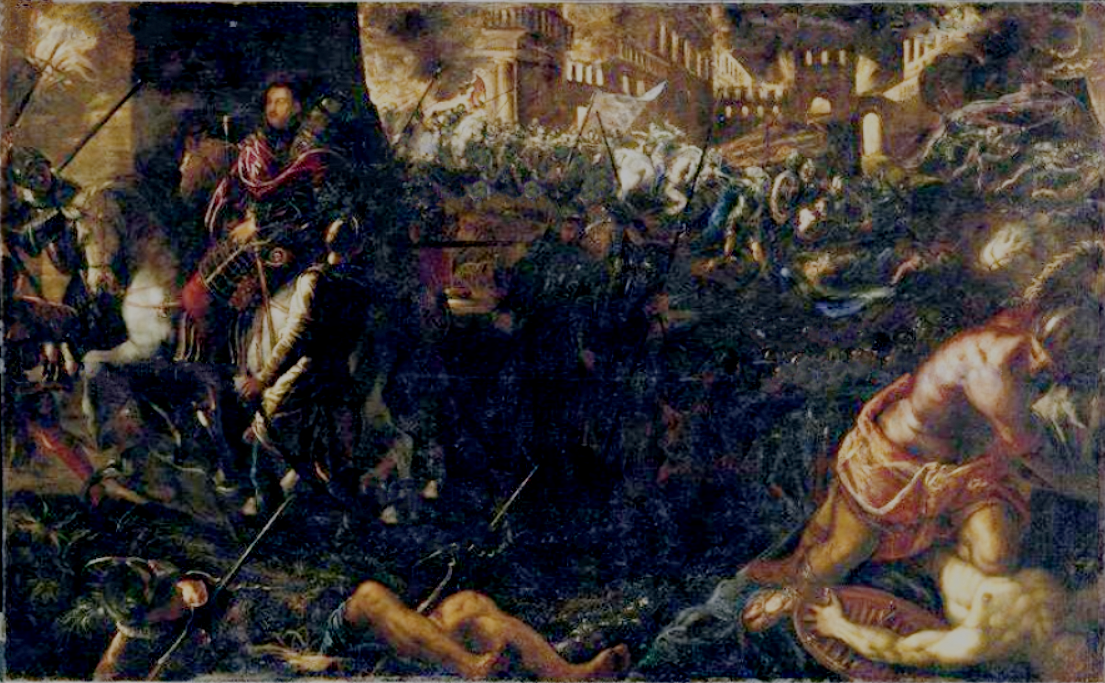
Federico II Gonzaga entre victorieux à Milan.

Après avoir pris Parme, l'armée dirigée par Prospero Colonna se dirige résolument vers le nord : le mérite de la victoire lors de la bataille de Vaprio d'Adda revient à Jean des Bandes Noires. En novembre 1521, les impériaux se dirigent vers Milan où Odet de Foix, comte de Lautrec et maréchal de France, se cantonne pour défendre la capitale du duché.
Le 19 novembre, l'armée pontificale des Habsbourg atteint la ville qui est prise d'assaut dans la nuit et tombe aux mains de l'ennemi avec une facilité surprenante. La conquête de Milan commence par une attaque surprise lancée par Fernando de Ávalos contre une fortification érigée sous les murs de la ville entre la Porta Romana et la Porta Ticinese, tenue par les Vénitiens alliés des Français. Les Vénitiens font irruption et s'enfuient en désordre : Théodore de Trivulce, leur commandant, est fait prisonnier. Les milices espagnoles du marquis de Pescara entrent ainsi dans le Borgo di Porta Romana, en s'approchant de la porte du même nom. Surpris par cette attaque, les Français, renonçant pour l'essentiel à défendre Milan, se barricadent dans le château des Sforza.

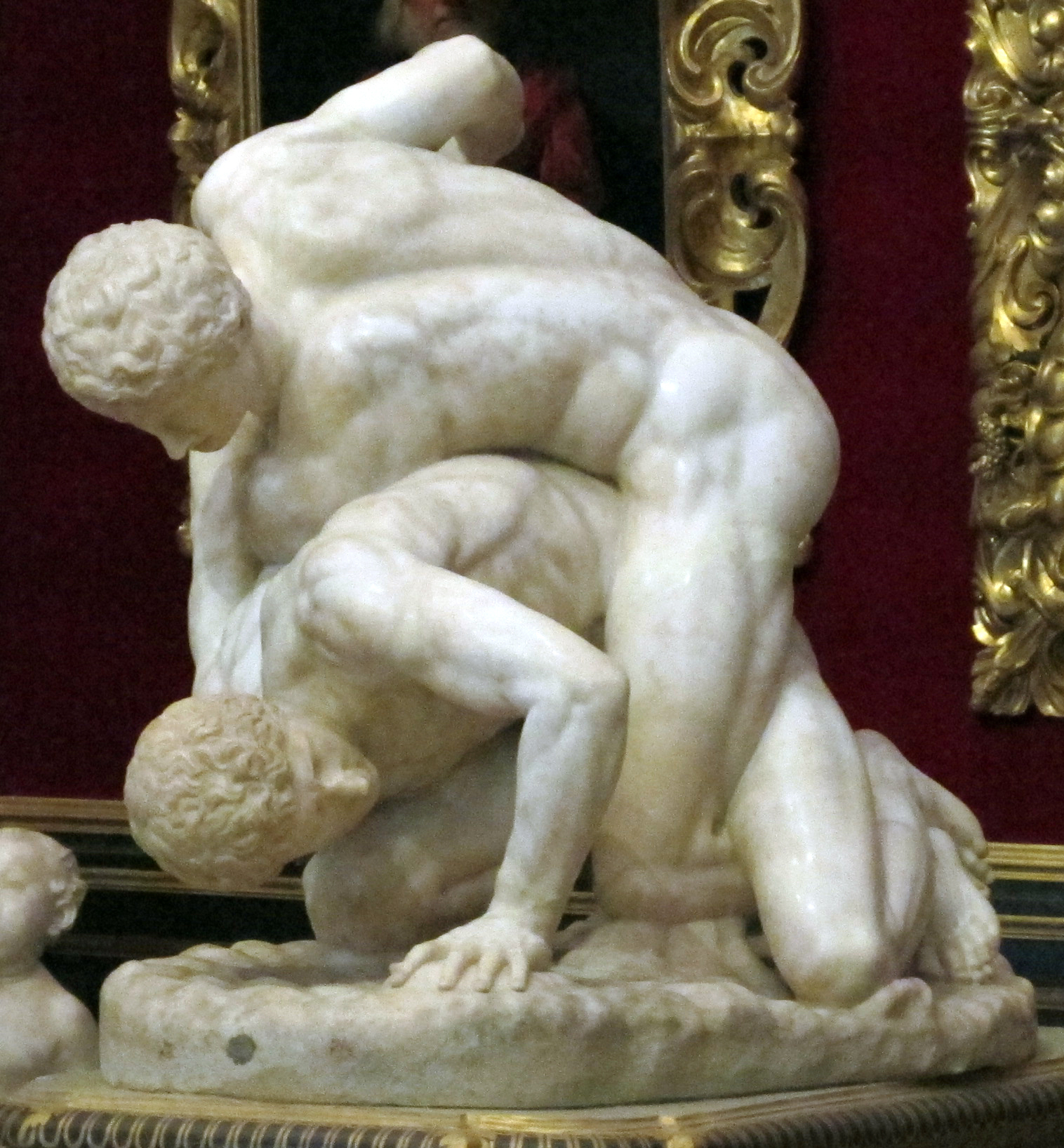
Lutteurs, Ier siècle, Florence, musée des Offices.

Profitant de l'effondrement français, les factions de la population milanaise pro-impériales se soulèvent et ouvrent leurs portes aux assiégeants : Fernando de Ávalos entre à Milan par la Porta Romana, tandis que Prospero Colonna et Frédéric II de Mantoue entrent par la Porta Ticinese. Lautrec, lourdement vaincu, laisse un contingent au château et s'enfuit de la ville.
Dans la tâche difficile qui lui est confiée de représenter plusieurs événements différents dans le même tableau, Le Tintoret place au premier plan, à gauche, l'entrée dans la ville de Frédéric II par la Porta Ticinese avec une poignée de fantassins à sa suite. Prospero Colonna marche à ses côtés, à peine visible, largement caché par le duc. L'attaque éclair de Pescara qui met les ennemis en déroute est représentée en arrière-plan ; la lueur du feu dans le village milanais est marquante, dont les flammes illuminent la nuit.
La composition se termine au premier plan à droite par un corps à corps dans lequel deux soldats sont engagés. La nudité des duellistes, à la musculature accentuée, et la plasticité de leurs poses, suggèrent qu'il s'agit d'une autre citation classique insérée par Le Tintoret : il existe une certaine similitude entre ces figures et le groupe sculptural romain des Lutteurs conservé au musée des Offices.

#### Federico II Gonzaga défend Pavie

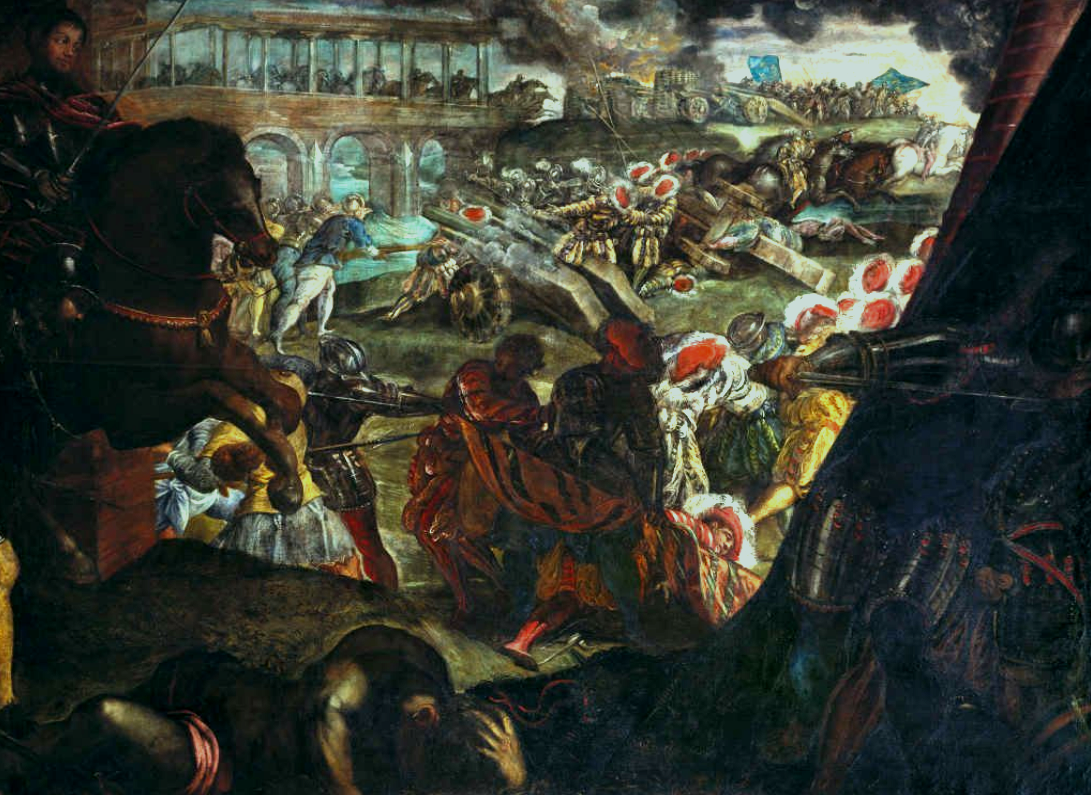
Federico II Gonzaga défend Pavie.

Avec la chute de Milan, l'armée impérialo-papale prend rapidement possession de plusieurs autres villes lombardes, dont Pavie. La mort de Léon X, en décembre 1521, avec l'incertitude qui en résulte sur le sort de l'alliance entre l'État pontifical et Charles Quint, revigore les Français qui contre-attaquent.
Les troupes de Lautrec pillent Novare et Vigevano en mars 1522 et assiègent Pavie qui est défendue par Frédéric II. Ses troupes, malgré leur infériorité numérique, résistent à l'assaut de l'ennemi avec bravoure pendant environ un mois. Les Français doivent finalement renoncer par crainte de l'arrivée des renforts impériaux envoyés par Prospero Colonna.
La correspondance entre Mario Equicola, secrétaire de Frédéric, et Isabelle d'Este, mère du futur premier duc de Mantoue, constitue une source particulièrement détaillée sur le siège de Pavie de 1522. L'homme de lettres, également à Pavie à la suite de son seigneur, rend compte de l'héroïsme de Frédéric lors de la défense de la ville, décrivant en détail les événements militaires qui ont Gonzague comme protagoniste.

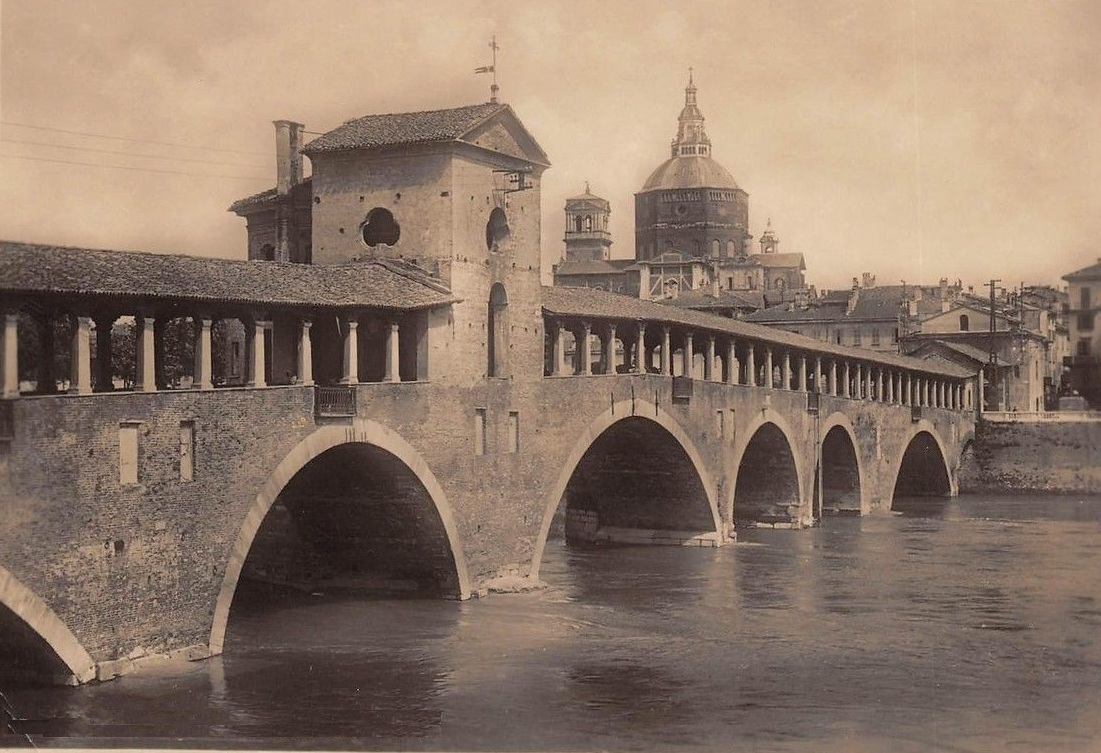
Pavie, le Ponte Coperto sur une photo avant sa destruction en 1944.

Dans ce cas, Le Tintoret s'est plutôt écarté des indications transmises par Sangiorgio : plutôt qu'une attaque française contre la ville, il montre une sortie des assiégés hors des murs de Pavie dirigée par Frédéric. En effet, dans les récits d'Equicola, il existe des preuves que les troupes de Gonzague ont affronté les assiégeants en contre-attaquant de manière inattendue à l'extérieur des murs de la ville.
Au centre de la toile, au premier plan, les hommes du chef mantouan, qui figure à cheval à gauche, font face à une poignée de mercenaires suisses engagés par Lautrec, reconnaissables à leurs uniformes clairs et à leurs bonnets rouges. Toujours au centre, plus en arrière, les défenseurs de Pavie se précipitent vers une position d'artillerie suisse, visant le fameux pont couvert sur le Tessin, bien reconnaissable, pour le mettre hors d'usage : l'un des canons est  renversé .
La neutralisation de ce poste de tir permet à la cavalerie impérialo-pontificale de charger le long du pont au bout duquel se trouve le camp français (où des drapeaux bleus aux fleurs de lys d'or flottent) qui est sur le point d'être débordé, tandis que les soldats de Lautrec fuient.

#### Entrée de Philippe II d'Espagne à Mantoue

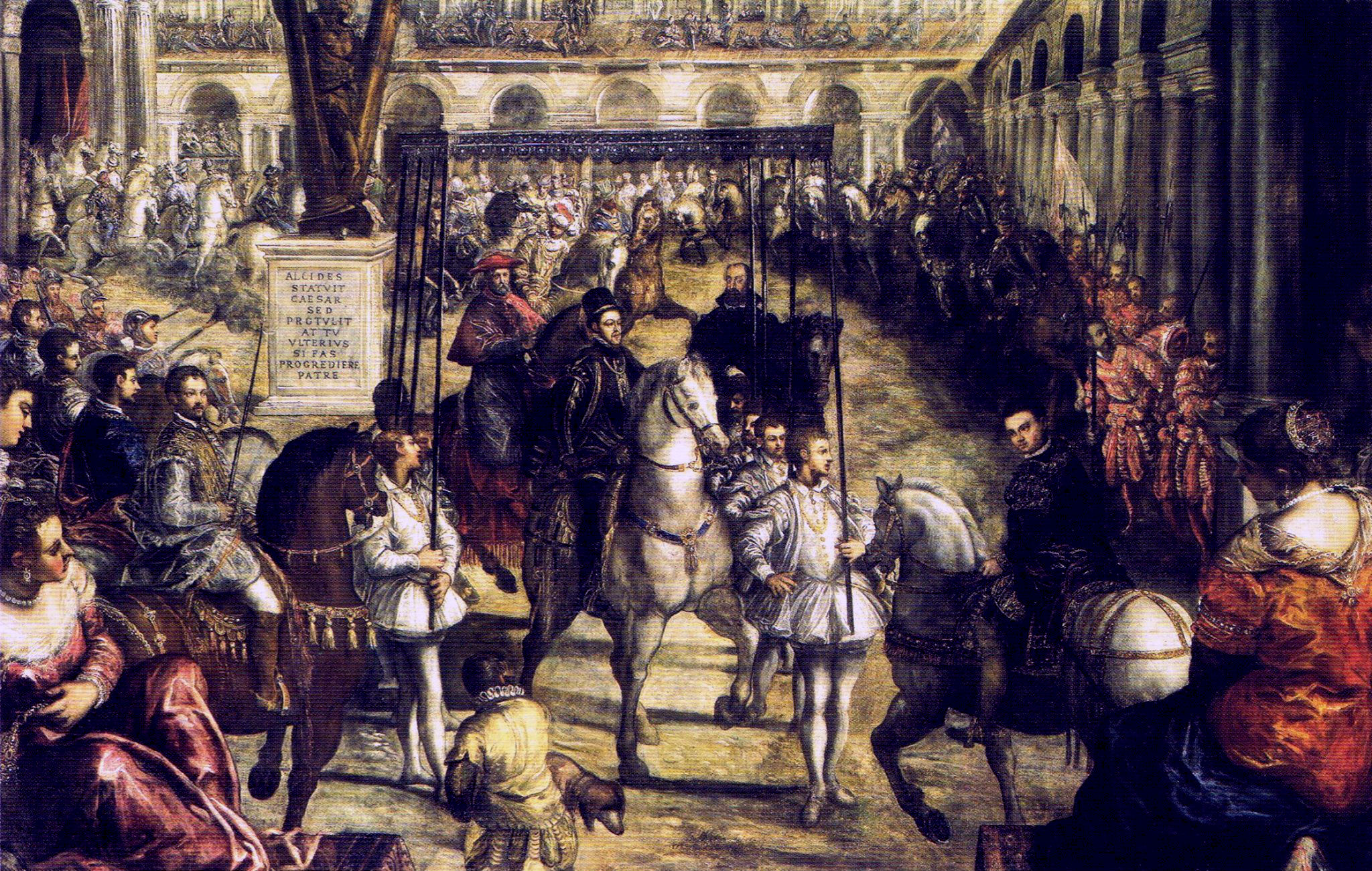
Entrée de Philippe II d'Espagne à Mantoue.

L'événement dépeint est lié à l'entrée à Mantoue, qui eut lieu le 13 janvier 1549, de Philippe II, qui alors n'est pas encore monté sur le trône et est donc à cette époque infant d'Espagne. Mantoue est l'une des étapes du voyage de Philippe qui, de Valladolid, le conduit à Bruxelles où l'attend son père Charles Quint et où il reçoit le serment d'allégeance des Provinces des Pays-Bas que Charles, comme d'ailleurs il fit avec la Pragmatique Sanction (1549), destine à unifier en une seule entité étatique placée sous la domination directe de la couronne espagnole.
Ce n'est que pour cette dernière toile du cycle qu'aucune indication descriptive de la scène que Le Tintoret doit représenter est documentée. Néanmoins, cette directive a dû être donnée au peintre, comme pour les autres peintures des Fastes, puisqu'il est documenté qu'une reproduction graphique de la Piazza Castello de Mantoue a été envoyée au Tintoret, où Philippe est accueilli par le duc François III de Mantoue.
Le tableau a également des similitudes importantes avec la description de l'entrée de Philippe II dans la capitale ducale laissée par le biographe du futur roi d'Espagne Juan Calvete de Estrella dans son livre El felicíssimo viaje del muy alto y muy poderoso Príncipe don Phelippe (imprimé en 1552), carnet de voyage tenu par Calvete de Estrella, qui fait partie de l'entourage de Philippe, particulièrement détaillé dans la description de l'accueil triomphal réservé au prince dans les villes où il s'arrête, ce qui prouve à l'évidence que Le Tintoret a reçu, pour le dernier tableau du cycle, une indication précise des faits à mettre en scène.

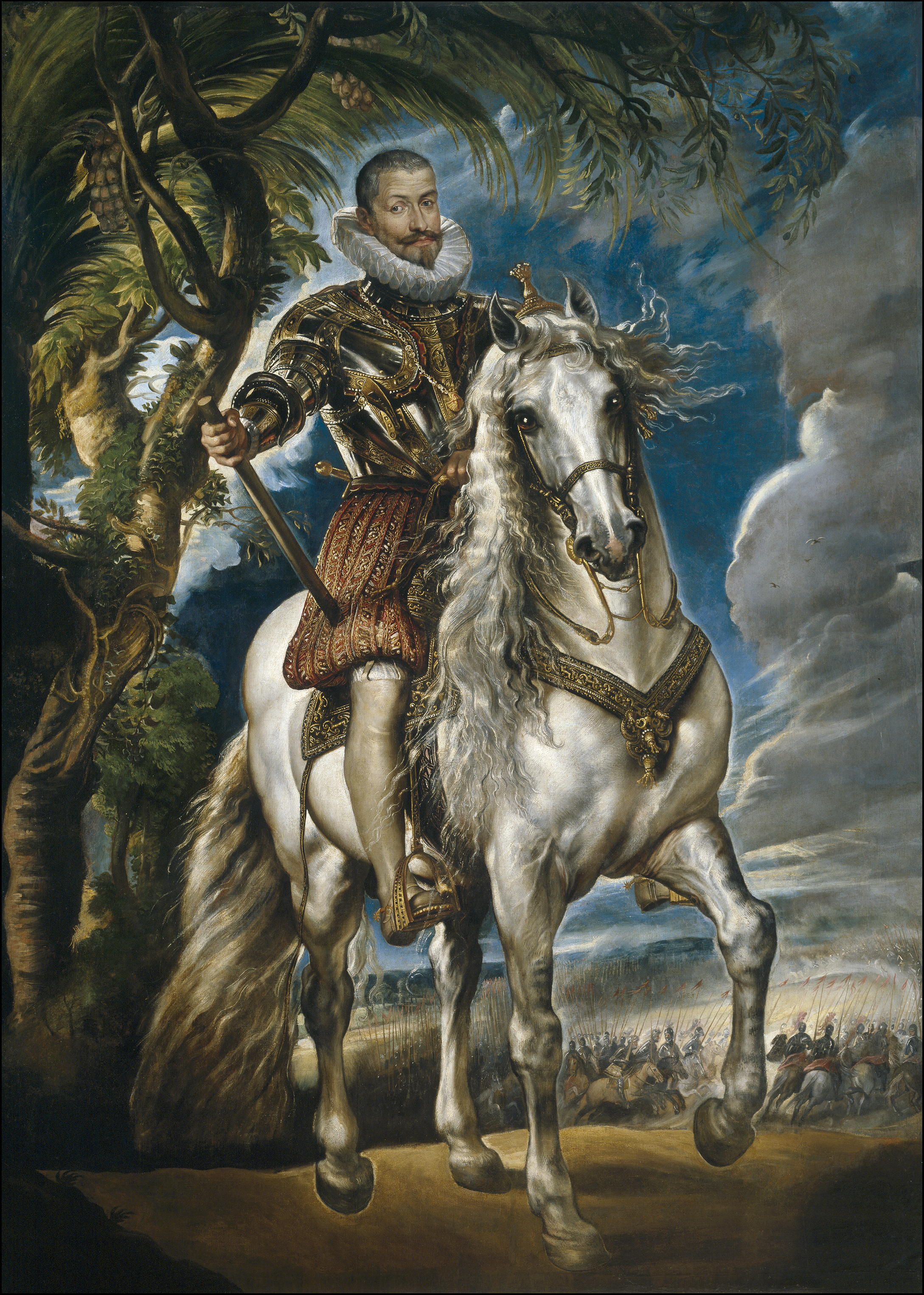
Rubens, Portrait du duc de Lerme, 1603, Madrid, Musée du Prado.

Calavete de Estrella note en particulier le fait qu'une statue éphémère avec Hercule tenant deux colonnes a été érigée sur la Piazza Castello, reposant sur un haut podium où figure l'inscription : « ALCIDES STATUIT, CAESAR SED PROTULIT, AT TU ULTERIUS, SI FAS, PROGRESS PATRE ». L'évènement dont a été témoin le savant espagnol trouve une pleine correspondance dans le tableau du Tintoret où la statue d'Hercule apparaît entre les colonnes avec la même inscription sur le piédestal.
La statue d'Hercule fait clairement allusion au célèbre exploit de Charles Quint composé de deux colonnes (précisément les Colonnes d'Hercule ) et de la devise « PLUS ULTRA  ». L'inscription sur le piédestal de la statue est donc un souhait de Philippe II de surpasser en gloire son auguste parent : Hercule a placé les colonnes qui marquaient les extrémités du monde, Charles Quint (César, empereur) a dépassé cette limite (« Plus Ultra ») et l'espoir est que Philippe fera encore plus.
Dans le tableau, au centre l'infant d'Espagne est vêtu de noir, chevauchant un destrier blanc marchant sous un dais porté par un groupe de pages en livrée raffinée. Immédiatement derrière le prince de Habsbourg, le cardinal Hercule Gonzague et son frère Ferdinand Ier de Guastalla, oncles du duc en titre François III de Mantoue, chevauchent à proximité. Le duc est quant à lui représenté à droite, sur un cheval à la robe blanche, accueillant le cortège princier. À gauche, enfin, sur un cheval brun aux riches parements d'or, se trouve le frère de François, Guillaume, son futur successeur au titre de duc de Mantoue et commanditaire des Fastes des Gonzague. L'identification de Guillaume au chevalier de gauche, placé symétriquement au duc en fonction, se heurte cependant à une difficulté : en 1549, année de l'arrivée à Mantoue de l'héritier du trône d'Espagne, Guillaume de Mantoue n'a que onze ans, tandis que le personnage en question, bien que juvénile, semble être beaucoup plus âgé. L'incongruité a été expliquée en supposant qu'en l'absence d'un portrait de Guillaume datant de l'époque des événements représentés, Le Tintoret a utilisé un portrait ultérieur comme modèle. De plus, Philippe aussi, tout juste âgé de vingt-deux ans à l'époque, apparaît dans la peinture plus âgé, le modèle dérivant probablement d'une des nombreuses effigies officielles du roi diffusées après son accession au trône d'Espagne en 1556.

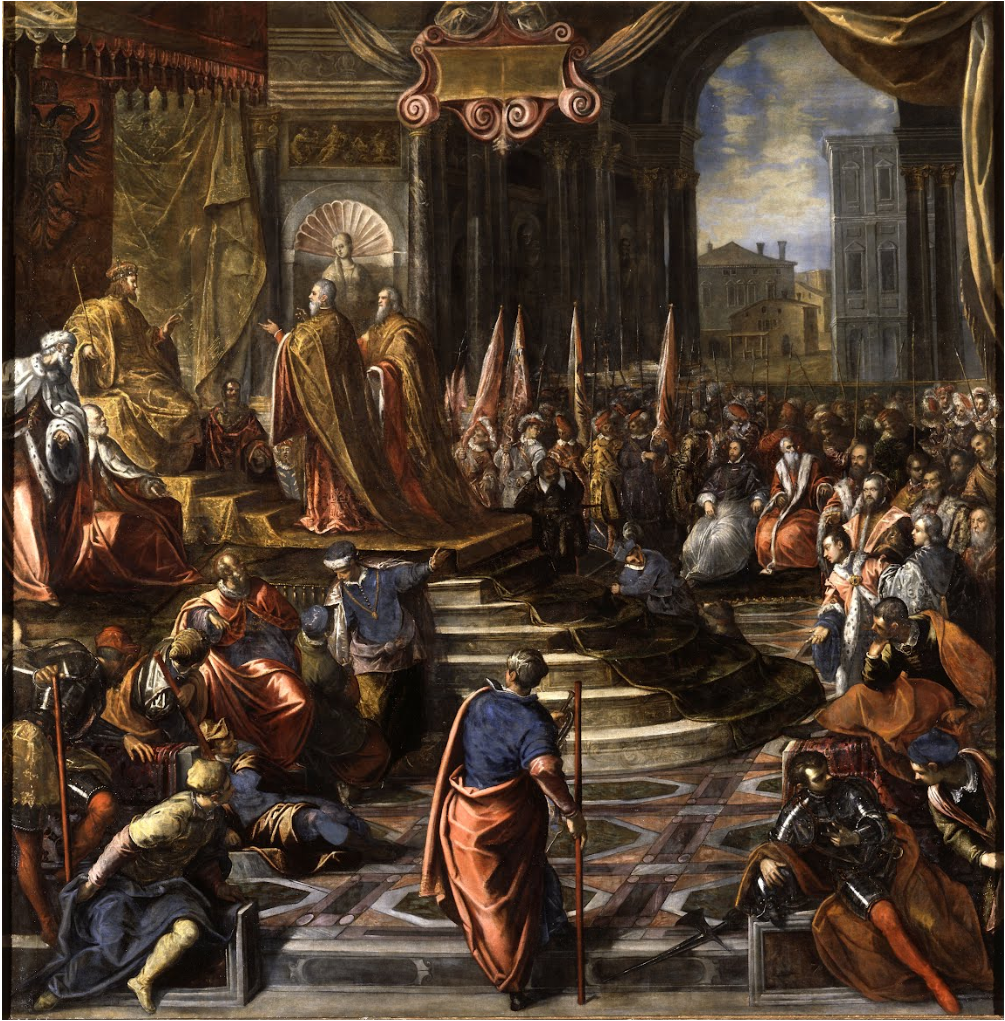
Domenico Tintoretto, Dépêche des ambassadeurs vénitiens à Federico Barbarossa, 1590-1592, Venise, Palais des Doges.

Le deuxième page de la rangée de droite a les traits de Vespasien Gonzague qui, en 1545, a été envoyé à la cour des Habsbourg de Valladolid comme page d'honneur de Philippe II et dont la présence lors de l'entrée du prince à Mantoue est en effet historiquement documentée.
De toutes les peintures du cycle au palais ducal, la huitième et dernière est celle dans laquelle le niveau de l'autographie de Jacopo Tintoret est peut-être le plus bas, considérant l'œuvre presque entièrement due à son fils Domenico, comme le suggère l'assonance significative avec l'Envoi des ambassadeurs vénitiens à Federico Barbarossa, un tableau réalisé par Domenico Tintoretto environ une décennie après la réalisation des Fastes.
La représentation de Philippe d'Espagne a dû particulièrement frapper le jeune Rubens qui, comme déjà noté, a eu l'occasion d'analyser les Fastes au cours des années passées au service de Vincent Ier de Mantoue. Le Portrait équestre du Duc de Lerme, peint par Rubens en 1603, coïncide sensiblement avec l'infant d'Espagne de la toile des Fastes des Gonzague pour la pose du cavalier et du destrier, et pour le raccourci diagonal dans lequel est disposé le groupe équestre.
L'événement représenté dans la dernière toile est clairement lié au premier de la série, c'est-à-dire l'élévation au marquisat de Jean-François. Le cycle s'ouvre et se ferme avec l'arrivée dans la ville des Gonzague de l'un des plus grands représentants de la puissance européenne du moment, respectivement l'empereur et l'héritier du trône d'Espagne (ainsi que le fils d'un empereur) pour consacrer, dans la tonalité encomiastique des Fastes, le rang très élevé de la famille de Mantoue.
Des portraits des membres de la famille Gonzague présents dans le dernière toiles des Fastes ont servi de modèles : le portrait de Ferrante Gonzaga (Ferdinand Ier de Guastalla) a été proposé comme le donateur que l'on peut voir dans l'Assomption de Fermo Ghisoni da Caravaggio présentée dans le sanctuaire de la Bienheureuse-Vierge-des-Grâces de Curtatone ; le portrait d'Hercule Gonzague dérive également d'un tableau de Ghisoni conservé au palais ducal de Mantoue ; pour le duc François III, un portrait en pied d'une collection privée a été identifié, et enfin l'effigie de Vespasien semble être associée à l'un des portraits de la série Gonzaga du château d'Ambras.

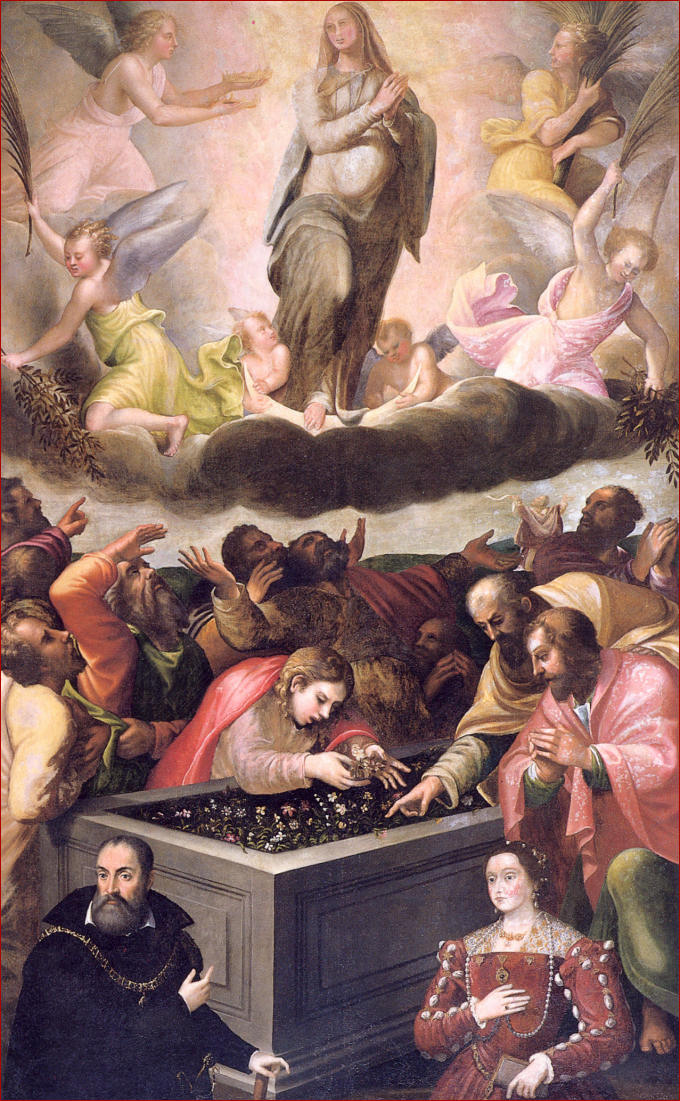
Fermo Ghisoni, Assomption avec les donateurs, 1556, Curtatone, église Santa Maria delle Grazie.
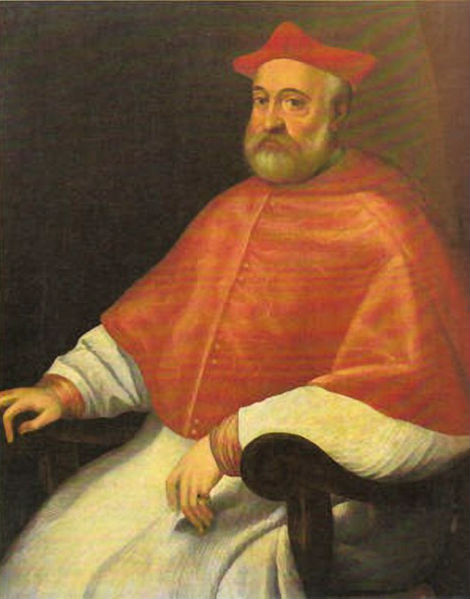
Fermo Ghisoni, Ercole Gonzaga, 1555-1560, Mantoue, Palais des Doges.
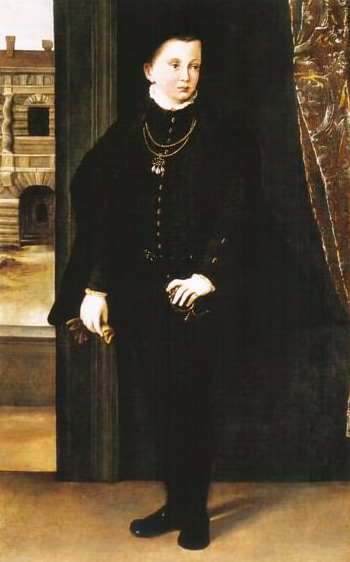
Anonyme, Francesco III Gonzaga, vers 1545, collection privée.
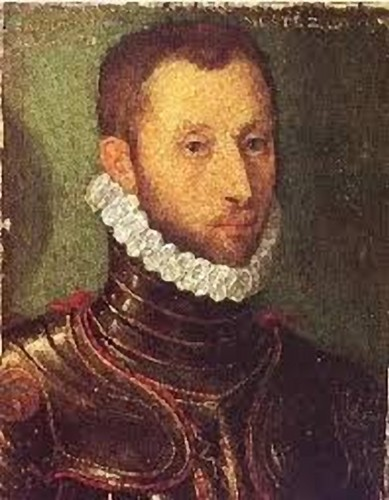
Anonyme, Vespasien Gonzague, 1570-1575, Innsbruck, Château d'Ambras.

### Salle des Capitaines (Sala dei Capitani)

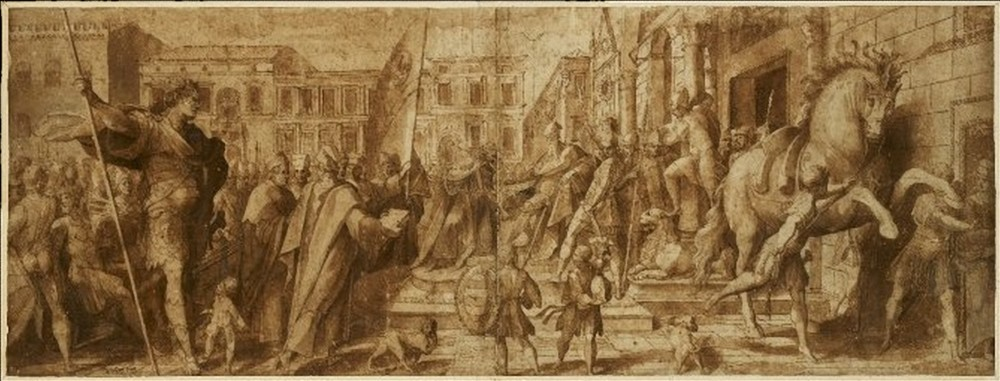
Serment de Luigi Gonzaga.

Après l'achèvement de la décoration des salles des marquis et des ducs par Tintoret, une troisième partie du cycle dynastique a également été proposée, visant à célébrer les exploits des Gonzague réalisés à l'époque où, entre 1328 et 1433, avant l'accès au marquisat, ils étaient capitaines du peuple de Mantoue, série disposée précisément dans la salle des Capitaines (Sala dei Capitani), une autre salle de l'extension voulue par Guillaume de Mantoue.

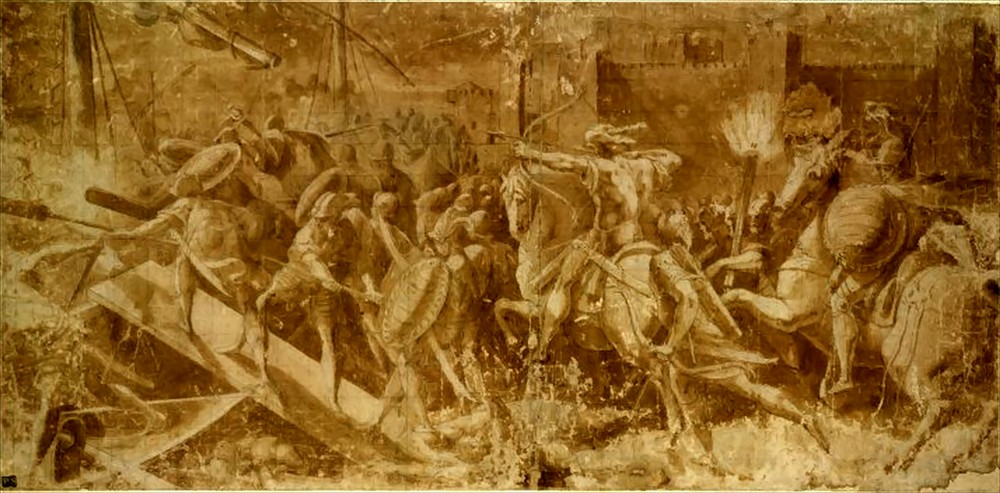
Bataille nocturne sur le Pô.

Cette fois, cependant, l'affaire n'a pas abouti et la troisième partie du cycle Gonzague - ou, pourrait-on dire, la première basée sur la chronologie historique des faits représentés - a été réalisée par Lorenzo Costa le Jeune.
Aucune des peintures de Costa ne nous est parvenue et le seul témoignage restant de ces œuvres est constitué de deux dessins préparatoires conservés au British Museum (pour l'un d'eux l'attribution est cependant douteuse) qui dépeignent des événements liés à Louis Ier de Mantoue (Luigi Gonzaga), le premier de la famille à devenir capitaine du peuple, et Guy de Mantoue (Guido Gonzaga) : ce sont respectivement le serment de Luigi Gonzaga en tant que capitaine (dessin d'attribution incertaine) et la représentation d'une bataille nocturne qui eut lieu sur le Pô à Borgoforte pendant la capitainerie de Guido Gonzaga.
Le Serment de Luigi Gonzaga de Costa a probablement  recouvert une peinture murale précédente avec le même sujet par un artiste inconnu, toujours en place, par certains attribuée à Bernardino India et par d'autres à Benedetto Pagni.